# Liste der Biografien/Gran
Liste der Biografien |
Portal Biografien |
Personensuche
# |
A |
B |
C |
D |
E |
F |
G |
H |
I |
J |
K |
L |
M |
N |
O |
P |
Q |
R |
S |
T |
U |
V |
W |
X |
Y |
Z |
?
 
Ga |
Gb |
Gc |
Gd |
Ge |
Gf |
Gh |
Gi |
Gj |
Gk |
Gl |
Gm |
Gn |
Go |
Gp |
Gq |
Gr |
Gs |
Gu |
Gv |
Gw |
Gy |
Gz
 
Gra |
Grb–Grd |
Gre |
Grg |
Gri |
Grj |
Grk |
Grl |
Grm |
Gro |
Grs |
Gru |
Gry |
Grz
 
Graa |
Grab |
Grac |
Grad |
Grae |
Graf |
Grag |
Grah |
Grai |
Graj |
Grak |
Gral |
Gram |
Gran |
Grao |
Grap |
Grar |
Gras |
Grat |
Grau |
Grav |
Graw |
Gray |
Graz
Die Liste der Biografien führt alle Personen auf, die in der deutschsprachigen Wikipedia einen Artikel haben. Dieses ist eine Teilliste mit 727 Einträgen von Personen, deren Namen mit den Buchstaben „Gran“ beginnt.

## Gran
- Gran Wyoming, El (* 1955), spanischer Komiker, Schauspieler und TV-Moderator
- Gran, Andreas (* 1967), deutscher Rechtsanwalt und Hochschullehrer
- Grän, Christine (* 1952), österreichische Krimiautorin
- Gran, Daniel (1694–1757), österreichischer Barockmaler
- Gran, Einar Lilloe (1886–1966), norwegischer Ingenieur und Pionier der Luftfahrt
- Gran, Gerhard (1856–1925), norwegischer Literaturhistoriker
- Gran, Heinrich, deutscher Buchdrucker
- Gran, John Willem (1920–2008), norwegischer Ordensgeistlicher, katholischer Bischof von Oslo
- Gran, Manuel (* 1992), österreichischer Handballspieler
- Gran, Sara (* 1971), US-amerikanische Krimi-Autorin
- Gran, Tryggve (1888–1980), norwegischer Flugpionier, Polarforscher und Autor
- Gran, Wiera (1916–2007), polnische SängerinWiera Gran (1916–2007)

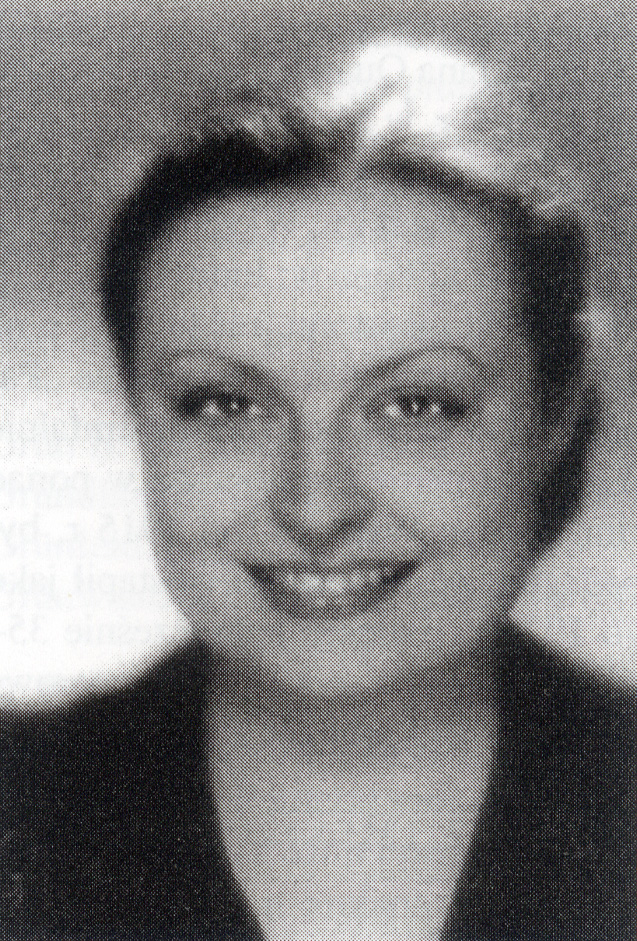
Wiera Gran (1916–2007)

- Gran, Wolfgang Maria (* 1962), österreichischer Journalist, Musiker
- Gran-Aymerich, Ève (* 1947), französische Archäologin und Historikerin

### Grana
- Graña, María (* 1953), argentinische Tangosängerin
- Grana, Otto de (1639–1685), kaiserlicher Heerführer und Generalfeldmarschall
- Granaas, Eirik (* 2010), norwegischer Fußballspieler
- Granaas, Sondre (* 2006), norwegischer Fußballspieler
- Granabetter, Josef (* 1941), österreichischer Fußballspieler
- Granacci, Francesco (1469–1543), italienischer Maler
- Granach, Alexander (1890–1945), österreichisch-US-amerikanischer SchauspielerAlexander Granach (1890–1945)

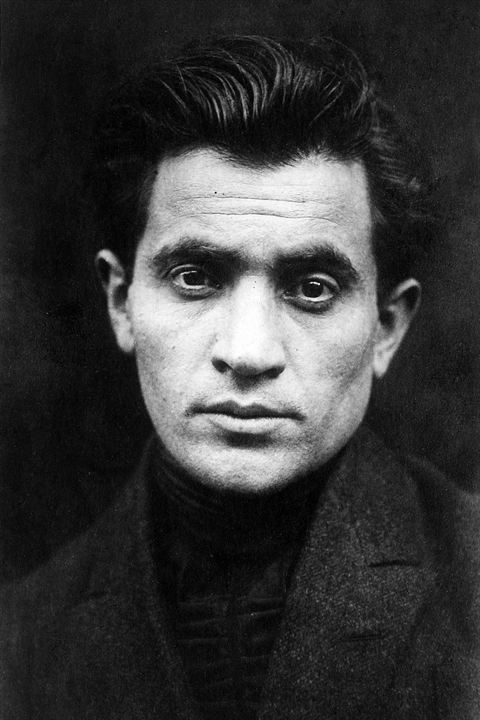
Alexander Granach (1890–1945)

- Granach, Gad (1915–2011), deutsch-jüdischer Emigrant
- Granada Escudeiro, Aurélio (1920–2012), portugiesischer Geistlicher, römisch-katholischer Bischof von Angra
- Granada, José María (1893–1960), spanischer Dramatiker, Drehbuchautor und Regisseur
- Granada, Juan de († 1592), spanischer Theologe und Schriftsteller
- Granada, Julieta (* 1986), paraguayische Golfsportlerin
- Granaderos, Timothy (* 1986), US-amerikanischer Schauspieler und Model
- Granadillo, Francisco Antonio (1878–1927), venezolanischer römisch-katholischer Geistlicher, Bischof von Valencia en Venezuela
- Granado, Alberto (1922–2011), argentinischer Gründer der Medizinischen Schule Santiago auf Kuba
- Granado, Eric (* 1996), brasilianischer Motorradrennfahrer
- Granados i Llimona, Joan (1931–2005), katalanischer Zeichner und Maler
- Granados, Álvaro (* 1998), spanischer Wasserballspieler
- Granados, Cristín (* 1989), costa-ricanische Fußballspielerin
- Granados, Daisy (* 1942), kubanische Schauspielerin
- Granados, Encarna (* 1972), spanische Leichtathletin
- Granados, Enrique (1867–1916), spanischer Komponist und PianistEnrique Granados (1867–1916)

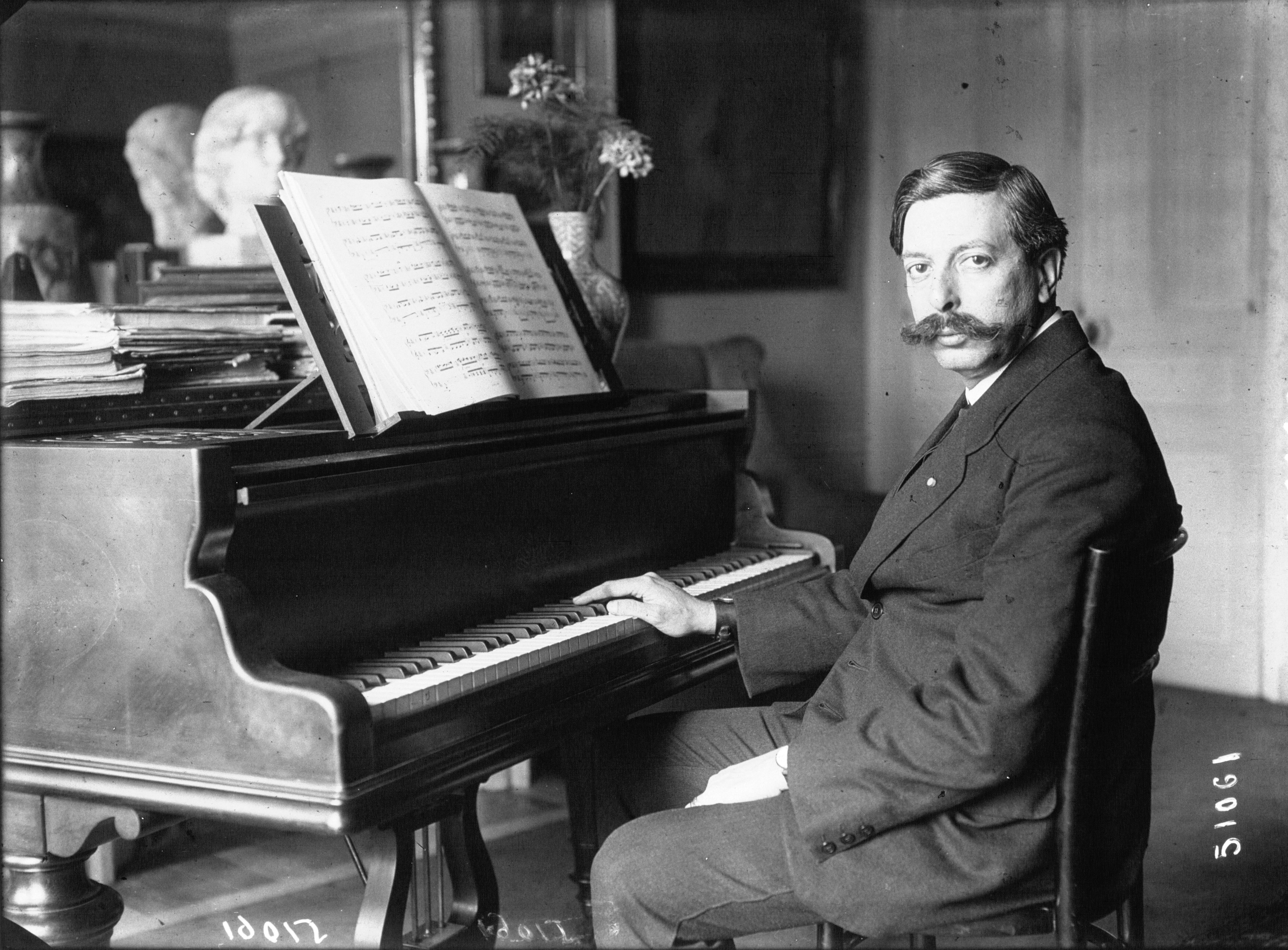
Enrique Granados (1867–1916)

- Granados, Enrique (1898–1953), spanischer Wasserballspieler
- Granados, Esteban (* 1985), costa-ricanischer Fußballspieler
- Granados, Marco (* 1996), mexikanischer Fußballspieler
- Granados, Rosario (1925–1997), mexikanische Schauspielerin
- Granafei, Enrico (* 1952), italienischer Jazzmusiker (Gitarre, Mundharmonika)
- Granafei, Giovanni († 1683), italienischer Erzbischof von Bari
- Granahan, Kathryn E. (1894–1979), US-amerikanische Politikerin
- Granahan, William T. (1895–1956), US-amerikanischer Politiker
- Graňák, Dominik (* 1983), slowakischer Eishockeyspieler
- Granand (1885–1939), deutscher Maler, Theaterregisseur und Schriftsteller
- Granara, Giacinto Maria, italienischer Theologe
- Granas, Romana (1906–1987), polnische Politikerin, Journalistin
- Granaß, Erich (1877–1958), deutscher Jurist und Abgeordneter in Berlin
- Granass, Gardy (* 1930), deutsche Filmschauspielerin
- Granaszewska, Marlena (* 1998), polnische Sprinterin
- Granat, Adrian (* 1991), schwedischer Boxer im Schwergewicht
- Granat, Moa (* 2004), schwedische Leichtathletin
- Granat, Wladimir Wassiljewitsch (* 1987), russischer Fußballspieler
- Granata, Claudio, italienischer Motorradrennfahrer
- Granata, Francesco (1701–1771), italienischer Bischof von Sessa Aurunca
- Granata, Giovanni Battista († 1687), italienischer Gitarrist und Komponist
- Granata, Graziella (* 1941), italienische SchauspielerinGraziella Granata (* 1941)

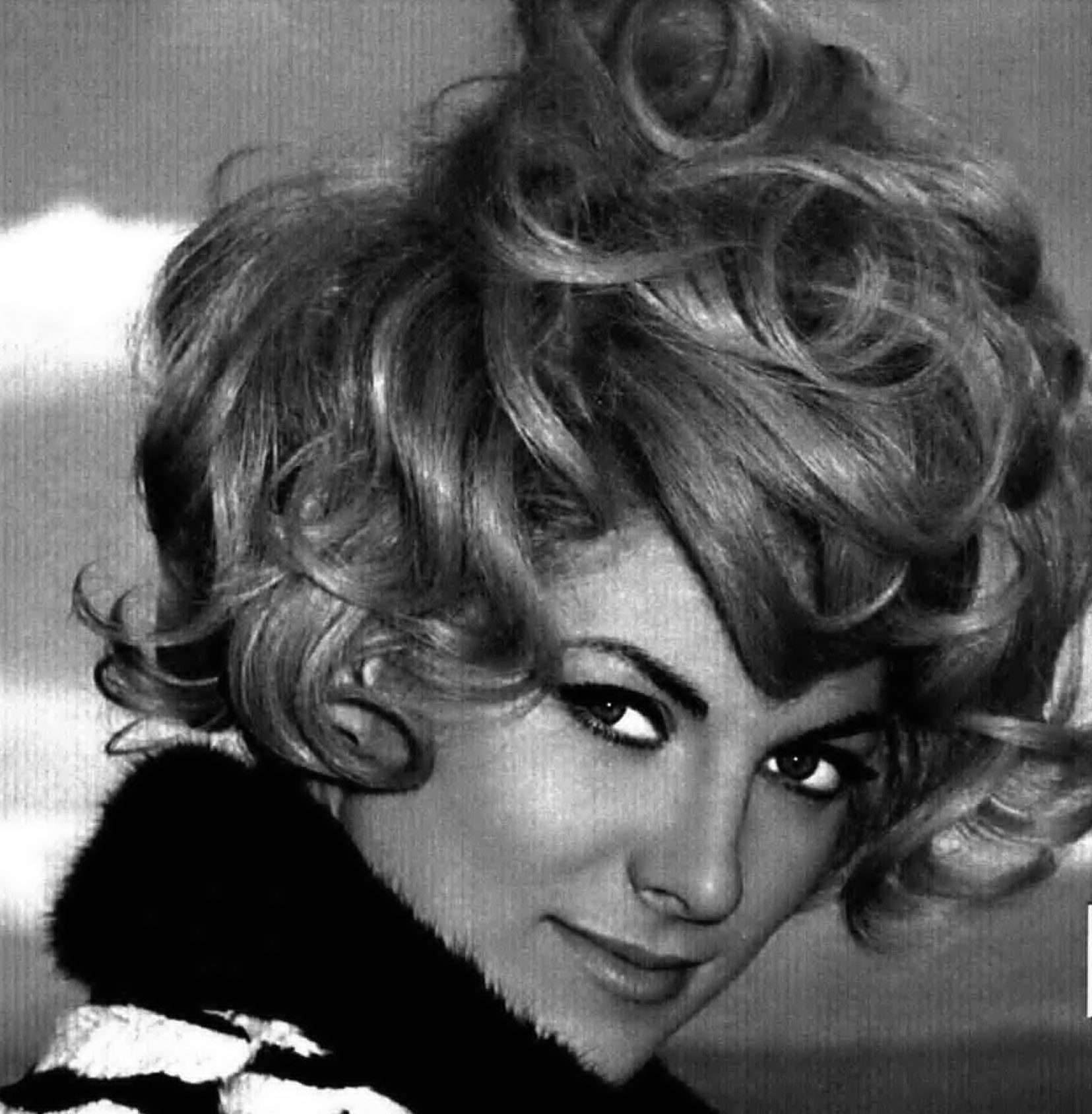
Graziella Granata (* 1941)

- Granata, Kevin (1961–2007), US-amerikanischer Biomechaniker
- Granata, Peter C. (1898–1973), US-amerikanischer Politiker
- Granata, Rocco (* 1938), italienischer Schlagersänger und SchauspielerRocco Granata (* 1938)

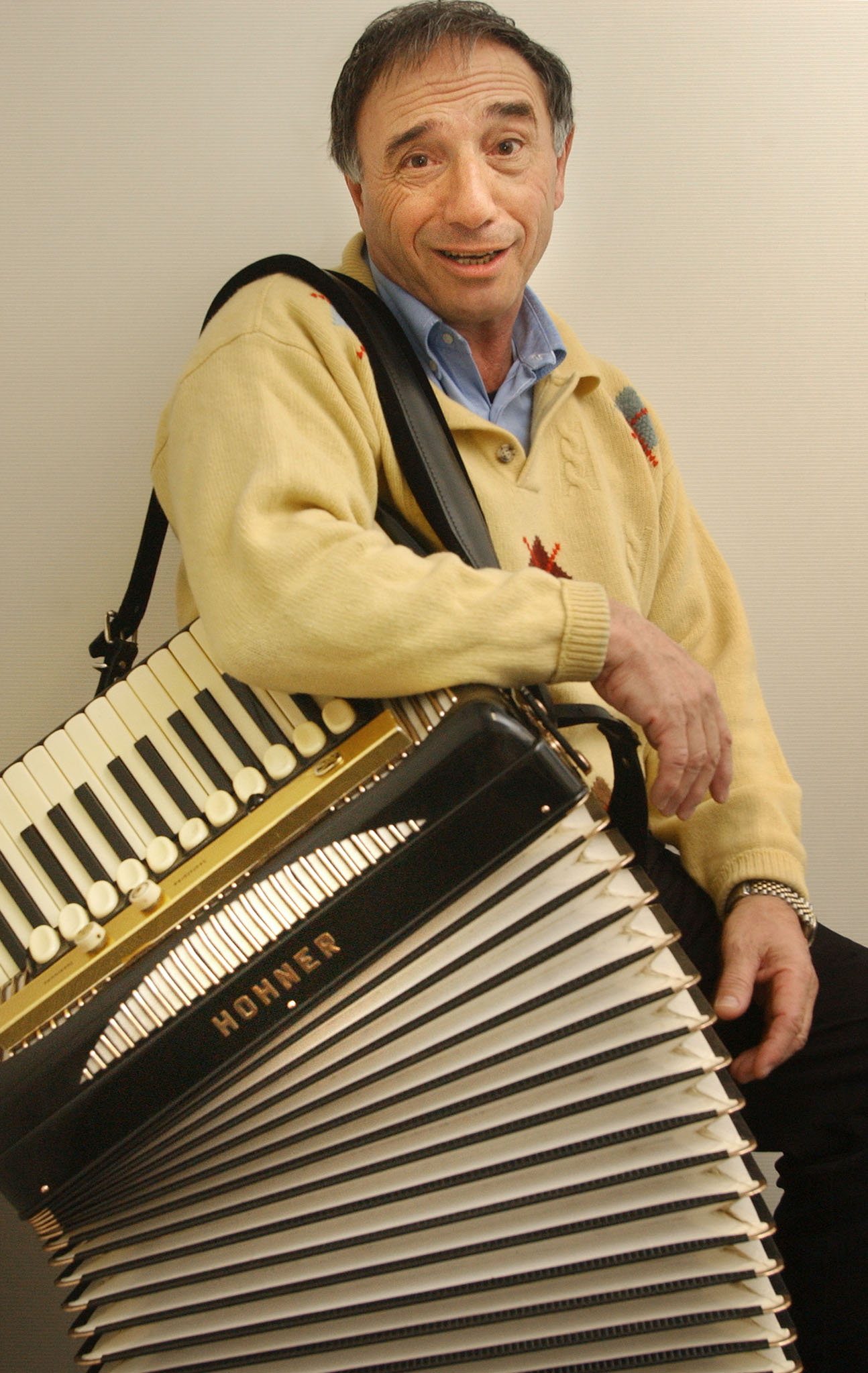
Rocco Granata (* 1938)

- Granatelli, Andy (1923–2013), US-amerikanischer Autorennfahrer und Rennstallbesitzer
- Granath, Björn (1946–2017), schwedischer Schauspieler
- Granath, Elias (* 1985), schwedischer Eishockeyspieler
- Granath, Erik (1910–1971), schwedischer Fußballspieler und -trainer
- Granath, Johan (* 1950), schwedischer Eisschnellläufer
- Granath, Kalle (* 1975), schwedischer Fußballspieler und -trainer
- Granath, Oloph (* 1951), schwedischer Eisschnellläufer
- Granato, Cammi (* 1971), US-amerikanische Eishockeyspielerin und -funktionärin
- Granato, Don (* 1967), US-amerikanischer Eishockeyspieler und -trainer
- Granato, Tony (* 1964), US-amerikanischer Eishockeyspieler und -trainer
- Granatouroff, Assia (1911–1982), russisch-französisches Model und Filmschauspielerin
- Granatowski, Nico (* 1991), deutscher Fußballspieler
- Granatto, María José (* 1995), argentinische Hockeyspielerin
- Granatto, Victoria (* 1991), argentinische Hockeyspielerin
- Granauskas, Romualdas (1939–2014), litauischer Autor und Dramaturg

### Granb
- Granbassi, Margherita (* 1979), italienische Florettfechterin
- Granberg, Alexander Grigorjewitsch (1936–2010), russischer Wirtschaftswissenschaftler
- Granberg, Hannu (* 1990), finnischer Hindernisläufer
- Granberg, Oliver (* 2000), thailändisch-schwedischer Fußballspieler
- Granberg, Petter (* 1992), schwedischer Eishockeyspieler
- Granberger, Axel (* 1994), schwedisch-monegassischer Film- und Theaterschauspieler
- Granbichler, Cyprian (1835–1868), Bergführer
- Granbom, Krister (1941–2023), schwedischer Fußballspieler
- Granby, Joseph (1885–1965), US-amerikanischer Schauspieler

### Granc
- Grancher, Jacques-Joseph (1843–1907), französischer Pädiater
- Grancino, Giovanni Battista (1637–1709), italienischer Geigenbauer
- Grancino, Michelangelo († 1669), italienischer Organist, Kapellmeister und Komponist
- Grancolas, Jean (1660–1732), französischer Theologe
- Grancsay, Stephen V. (1897–1980), amerikanischer Waffenhistoriker
- Grancy, Christine de (1942–2025), österreichische Fotografin

### Grand
- Grand Corps Malade (* 1977), französischer Autor und Slam-PoetGrand Corps Malade (* 1977)

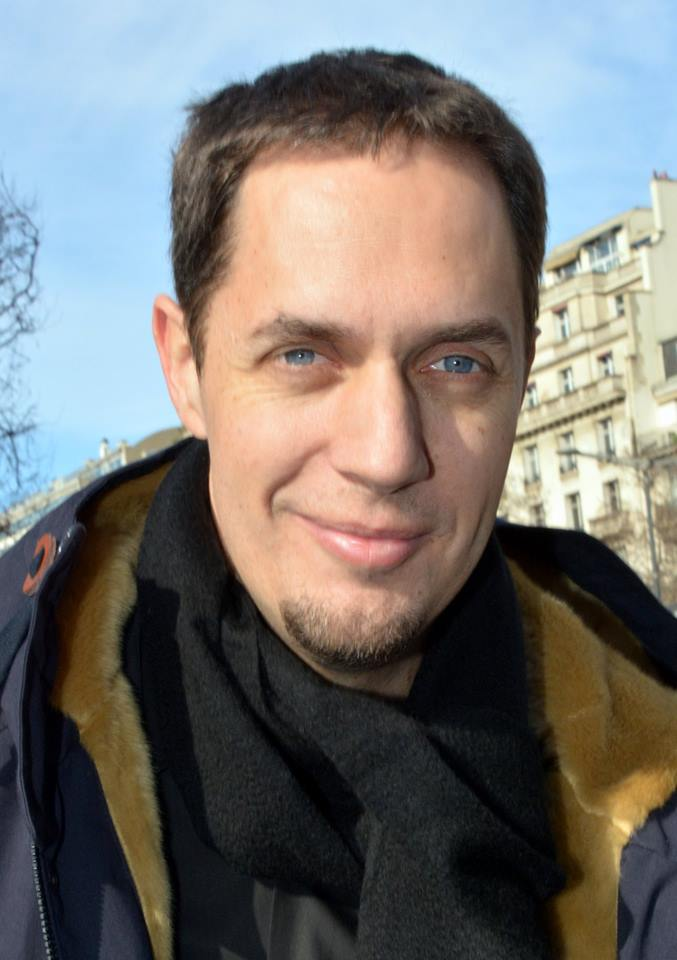
Grand Corps Malade (* 1977)

- Grand Maison, Zoé De (* 1995), kanadische Schauspielerin in Film und Fernsehen
- Grand Puba (* 1966), US-amerikanischer Rapper
- Grand Ry, Andreas von (1780–1849), Handelskammerpräsident und Bürgermeister von Eupen
- Grand Wizard Theodore (* 1963), US-amerikanischer Hip-Hop DJ und Erfinder des Scratchings
- Grand, Arnaud (* 1990), Schweizer Cyclocrossfahrer
- Grand, Catherine (1762–1834), Kurtisane, Salonière und Schönheit
- Grand, Cédric (* 1976), Schweizer Bobsportler, Leichtathlet und Bodybuilder
- Grand, Eugène (1870–1937), Schweizer Jurist und Politiker
- Grand, Giorgio (* 1954), italienischer Pornofilmregisseur
- Grand, Gundy (* 1951), deutsche Schauspielerin
- Grand, Jakob (1646–1691), venezianischer Arzt, Anatom und Mitglied der Gelehrtenakademie „Leopoldina“
- Grand, Jean-Philippe (* 1953), französischer Autorennfahrer und Rennstallbesitzer
- Grand, Jens († 1327), dänischer römisch-katholischer Bischof
- Grand, Louis (1843–1909), Schweizer Jurist und Politiker
- Grand, Maria (* 1992), Schweizer Jazzmusikerin (Tenorsaxophon, Komposition)
- Grand, Murray (1919–2007), US-amerikanischer Pianist, Komponist und Songwriter
- Grand, Pierre le, französischer Pirat
- Grand, Rabea (* 1984), Schweizer Dramaturgin und Skirennfahrerin
- Grand, Sarah (1854–1943), britische Schriftstellerin
- Grand, Steve (* 1958), englischer Pionier auf dem Gebiet der Künstlichen Intelligenz
- Grand, Steve (* 1990), US-amerikanischer Musiker und Songwriter
- Grand, Toni (1935–2005), französischer Bildhauer
- Grand-Greub, Hélène (1948–2024), Schweizer Politikerin (PdA)
- Grand-Montagne, Max G. (* 1941), deutscher Künstler und Kunstpädagoge
- Grand-Pierre, Jean-Luc (* 1977), kanadischer Eishockeyspieler
- Grand-Ry, Andreas von (1837–1903), deutscher Rittergutsbesitzer und Politiker (Zentrum), MdR
- Granda Zúñiga, Julio Ernesto (* 1967), peruanischer Schachgroßmeister
- Granda, Andy (* 1992), kubanischer Judoka
- Granda, Chabuca (1920–1983), peruanische Lyrikerin, Liedermacherin und Folkloristin
- Grandage, Michael (* 1962), britischer Theater- und Filmregisseur und Produzent
- Grandais, Suzanne (1893–1920), französische Stummfilmschauspielerin
- Grandami, Jacques (1588–1672), französischer Theologe und Astronom
- Grandauer, Anton (1756–1832), bayerischer Politiker
- Grandauer, Bernhard Michael von (1776–1838), bayerischer Regierungsbeamter und Jurist
- Grandaur, Georg (* 1811), deutscher Mittelalterhistoriker und Übersetzer
- Grandbois, Alain (1900–1975), kanadischer Lyriker, Novellist und Essayist
- Grandchamp, Alice, Schweizer Tischtennisspielerin
- Grande, Ann Helen (* 1977), norwegische Biathletin
- Grande, Ariana (* 1993), US-amerikanische Schauspielerin und Sängerin
- Grande, Arild (* 1978), norwegischer Politiker
- Grande, Dieter (1930–2016), deutscher römisch-katholischer Geistlicher
- Grande, Edgar (* 1956), deutscher Politikwissenschaftler
- Grande, Frankie (* 1983), US-amerikanischer Schauspieler, Sänger und YouTuberFrankie Grande (* 1983)

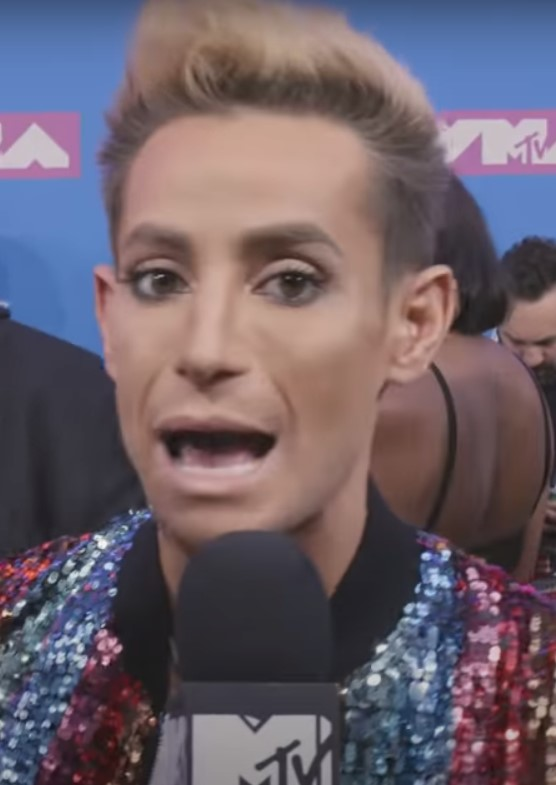
Frankie Grande (* 1983)

- Grande, Gesine (* 1964), deutsche Psychologin, Professorin für Psychologie, Rektorin, Universitätspräsidentin
- Grande, Helmut (* 1906), deutscher Landrat
- Grande, Johannes (1546–1600), spanischer Ordensmann und Heiliger
- Grande, Johnny (1930–2006), US-amerikanischer Musiker
- Grande, José Antonio (* 1947), spanischer Fußballspieler
- Grande, Ludwig (1865–1940), deutsch-böhmischer Musiker, Dirigent, Komponist, Musiklehrer und Maler
- Grande, Pablo (* 1983), argentinischer Sänger und MusicaldarstellerPablo Grande (* 1983)

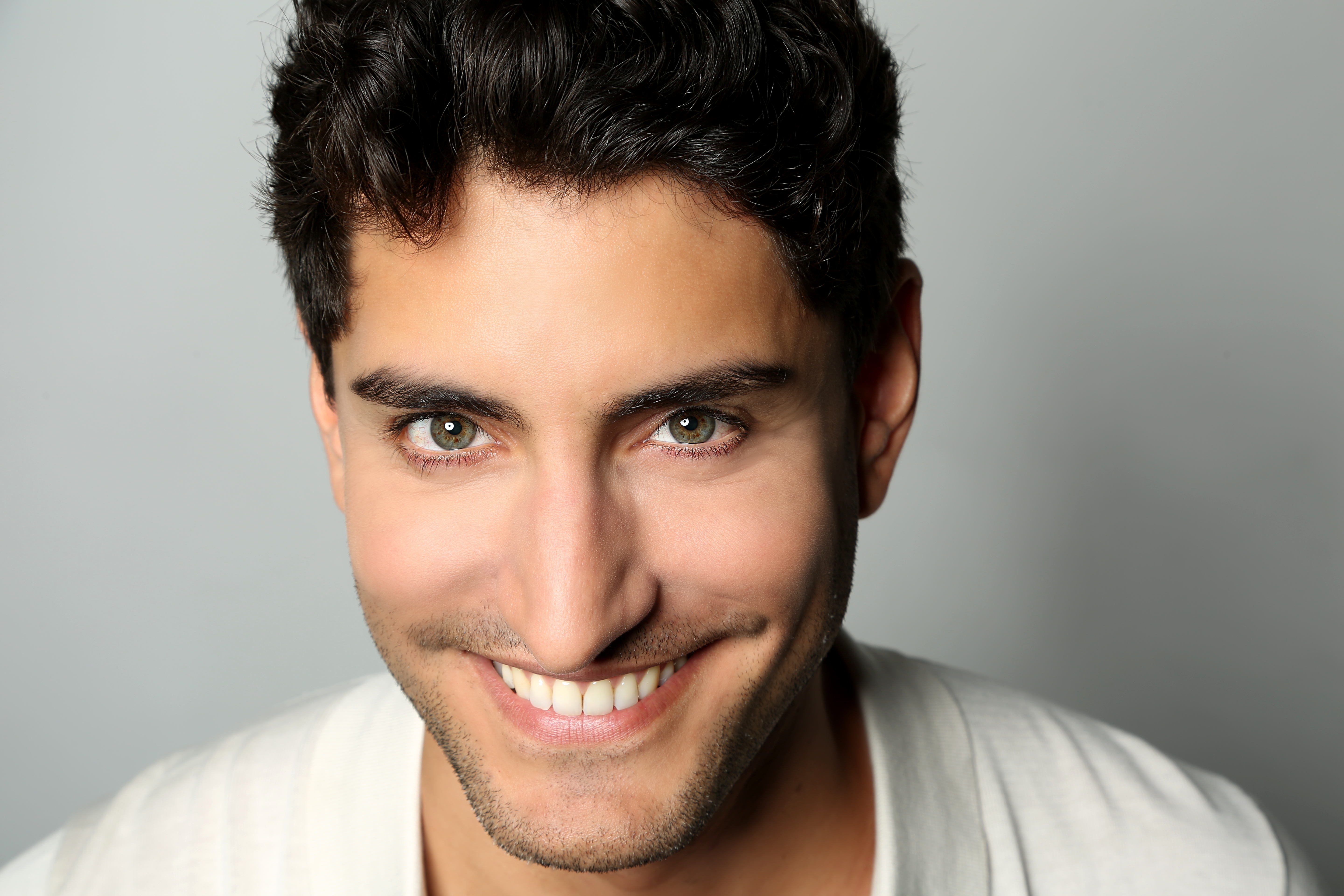
Pablo Grande (* 1983)

- Grande, Paul (1913–1984), deutscher KZ-Gefangener, Geschäftsführer des Konzentrationslager-Ausschusses in Hannover
- Grande, Rita (* 1975), italienische Tennisspielerin
- Grande, Rutilio (1928–1977), katholischer Ordensgeistlicher und Märtyrer
- Grande, Sonia (* 1964), spanische Kostümdesignerin
- Grande, Trine Skei (* 1969), norwegische Politikerin (Venstre), Mitglied des Storting
- Grande-Marlaska, Fernando (* 1962), spanischer Politiker
- Grandeau d’Abancourt, Louis-Joseph (1761–1832), französischer General
- Grandeau, Louis (1834–1911), französischer Chemiker und Agronom
- Grandegger, Ernst (1924–1995), österreichischer Kunstschmied und Metallkünstler
- Grandeit, Erich (1915–2001), deutscher Maler, Illustrator, Graphiker und Bühnenbildner
- Grandel, Gottfried (1877–1952), deutscher Industrieller
- Grandelius, Nils (* 1993), schwedischer Schachspieler
- Grander, Grete (* 1942), österreichische Skirennläuferin
- Grander, Johann (1930–2012), österreichischer Unternehmer
- Grander, Maria (* 1953), österreichische Politikerin (ÖVP), Abgeordnete zum Nationalrat, Mitglied des Bundesrates
- Granderath, Christian (* 1959), deutscher Redakteur, Film- und Fernsehproduzent
- Granderath, Reinhard (1935–2012), deutscher Bundesrichter beim Bundesgerichtshof
- Granderath, Theodor (1839–1902), deutscher Jesuit und Kirchenhistoriker
- Granderson, Curtis (* 1981), US-amerikanischer Baseballspieler
- Granderson, Lily Ann (* 1816), US-amerikanische Pädagogin
- Grandes Pascual, Luis de (* 1945), spanischer Politiker (PP), MdEP
- Grandes, Almudena (1960–2021), spanische SchriftstellerinAlmudena Grandes (1960–2021)

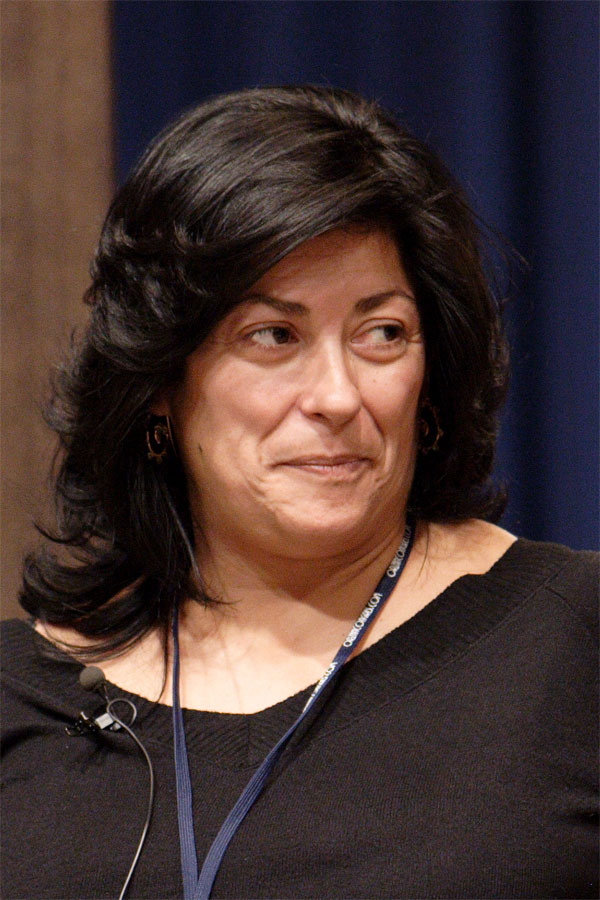
Almudena Grandes (1960–2021)

- Grandet, Cyril (* 1942), französischer Autorennfahrer
- Grandet, Joseph (1646–1724), französischer Theologe und Biograph
- Grandetzka, Willi (1927–1979), deutscher DBD-Funktionär, MdV, Mitglied des Staatsrats der DDR
- Grand’Eury, François Cyrille (1839–1917), französischer Paläobotaniker, Geologe und Bergbauingenieur
- Grandezka, Wolfram (* 1969), deutscher Schauspieler und ehemaliges männliches ModelWolfram Grandezka (* 1969)

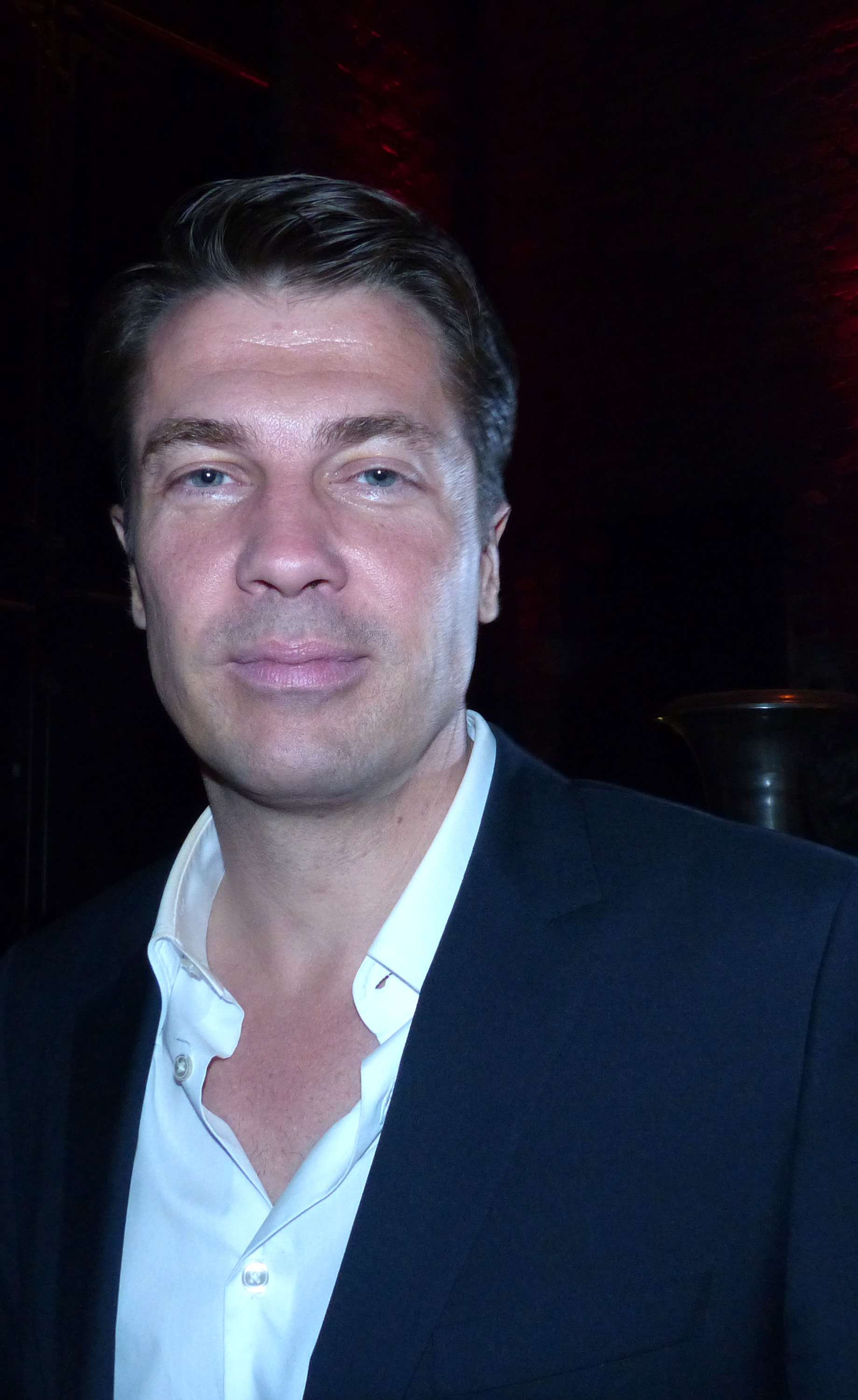
Wolfram Grandezka (* 1969)

- Grandfontaine, René-Philippe-Louis Binetruy de (1723–1795), französischer Rechtsgelehrter
- Grandgagnage, Charles (1812–1878), belgischer Wallonist und Lexikograf
- Grandgent, Charles Hall (1862–1939), US-amerikanischer Romanist und Italianist
- Grandguillaume, Laurent (* 1978), französischer Politiker, Mitglied der Nationalversammlung
- Grandhomme, Friedrich Wilhelm (1834–1907), deutscher Arzt
- Grandhomme, Paul (1851–1944), französischer Emailmaler und Bildhauer
- Grandi, Alejandro (* 1968), uruguayischer Fußballspieler
- Grandi, Alessandro († 1630), italienischer Sänger, Kapellmeister und Komponist
- Grandi, Allegro (1907–1973), italienischer Radrennfahrer
- Grandi, Bruno (1934–2019), italienischer Sportfunktionär
- Grandi, Dino (1895–1988), italienischer Politiker
- Grandi, Filippo (* 1957), italienischer Diplomat und Hoher Flüchtlingskommissar der Vereinten Nationen
- Grandi, Gastone (* 1927), italienischer Dokumentarfilmer und Filmregisseur
- Grandi, Guido (1671–1742), italienischer Mathematiker und Kamaldulenser
- Grandi, Irene (* 1969), italienische Popsängerin und Songwriterin
- Grandi, Serena (* 1958), italienische Schauspielerin
- Grandi, Thomas (* 1972), kanadischer Skirennläufer
- Grandidier, Alfred (1836–1921), französischer Naturforscher und Weltreisender
- Grandidier, Guillaume (1873–1957), französischer Naturforscher, Geograph, Ethnologe, Paläontologe und Bibliograf
- Grandidier, Philippe-André (1752–1787), französischer Historiker, Domherr und Hofhistoriograph
- Grandier, Urbain (1590–1634), französischer Geistlicher
- Grandin, Elliot (* 1987), französischer Fußballspieler kongolesischer Abstammung
- Grandin, Martin (1604–1691), französischer römisch-katholischer Theologe
- Grandin, Natalie (* 1981), südafrikanische Tennisspielerin
- Grandin, Temple (* 1947), US-amerikanische Spezialistin für den Entwurf von Anlagen für die kommerzielle Tierhaltung, Savant, AutistinTemple Grandin (* 1947)

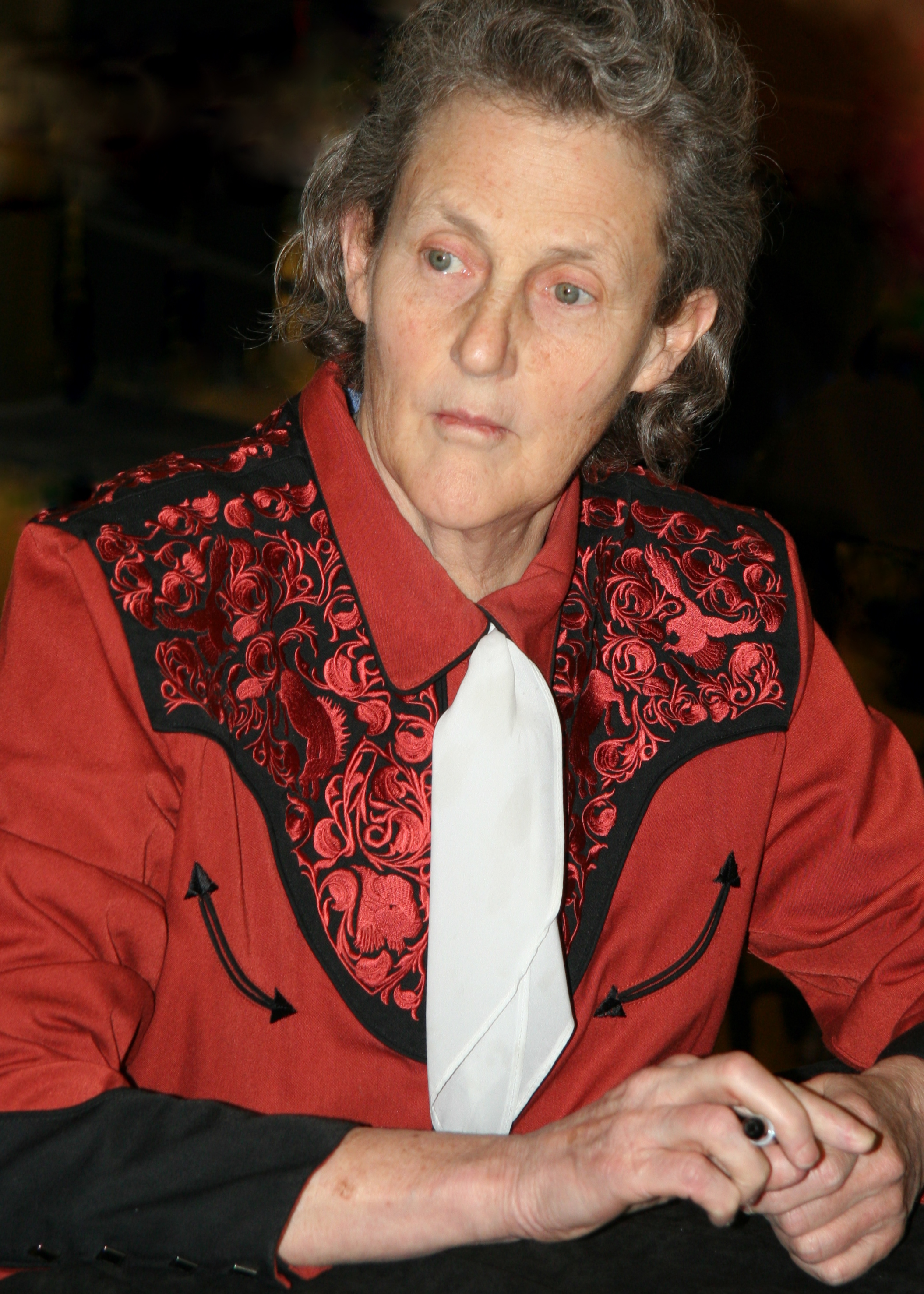
Temple Grandin (* 1947)

- Grandin, Victor (1797–1849), französischer Industrieller und Politiker
- Grandin, Vital (1829–1902), Bischof von Saint-Albert
- Grandinetti, Darío (* 1959), argentinischer Schauspieler
- Grandío, Ricardo, argentinischer Autorennfahrer
- Grandis, Renato de (1927–2008), italienischer Musikwissenschaftler und Komponist
- Grandis, Vincenzo de (1631–1708), italienischer Sänger (Tenor), Kapellmeister und Komponist
- Grandison, Catherine († 1349), englische Adlige
- Grandison, John (1292–1369), englischer Geistlicher
- Grandison, Pippa (* 1970), australische Schauspielerin und Musicaldarstellerin
- Grandison, William, 1. Baron Grandison († 1335), Aus Arelat stammender englischer Adliger und Militär
- Grandits, Ernst A. (* 1951), österreichischer Autor und JournalistErnst A. Grandits (* 1951)

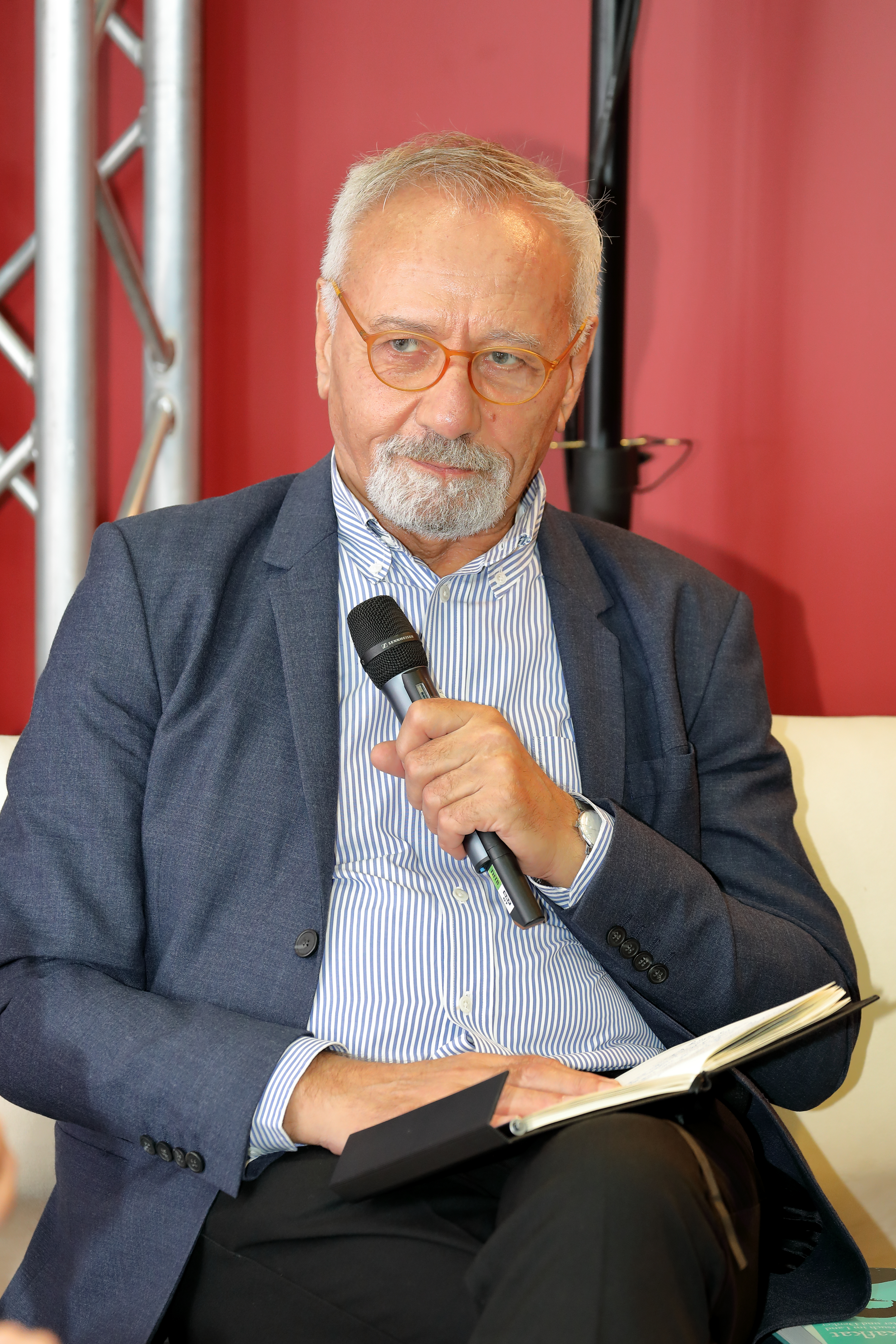
Ernst A. Grandits (* 1951)

- Grandits, Ferdinand (1932–2020), österreichischer Politiker (SPÖ), Landtagsabgeordneter
- Grandits, Franz (* 1964), österreichischer Fußballspieler und -funktionär
- Grandits, Hannes (* 1966), österreichischer Südosteuropa-Historiker
- Grandits, Marijana (* 1954), österreichische Politikerin (GRÜNE), Abgeordnete zum Nationalrat
- Grandits, Martin (* 1982), österreichischer Künstler
- Grandits, Tanja (* 1970), deutsche Köchin
- Grandits, Thomas (* 1993), österreichischer Politiker (FPÖ)
- Grandjacquet, Pierre-Augustin (1730–1795), französischer Theologe und Schriftsteller
- Grandjany, Marcel Georges Lucien (1891–1975), französischer Harfenist, Lehrer, Komponist und Dichte
- Grandjean de Fouchy, Jean-Paul (1707–1788), französischer Astronom
- Grandjean de Fouchy, Philippe (1666–1714), französischer Schriftgießer
- Grandjean de Montigny (1776–1850), französischer Architekt und Stadtplaner
- Grandjean, Arnold (1890–1961), Schweizer Radrennfahrer
- Grandjean, Balthazar (1760–1824), französischer général de brigade und Maire von Orleans
- Grandjean, Charles Louis Dieudonné (1768–1828), französischer Baron und Divisionsgeneral
- Grandjean, Edmond (1844–1908), französischer Veduten- und Tiermaler
- Grandjean, Étienne (1914–1991), Schweizer Arzt
- Grandjean, Henri (1725–1802), französischer Augenarzt
- Grandjean, Jean, Schweizer Radrennfahrer
- Grandjean, Jean (1752–1781), holländischer Maler und Kupferätzer
- Grandjean, Jules (1899–1945), belgischer römisch-katholischer Geistlicher und Märtyrer
- Grandjean, Michel (1931–2010), Schweizer Eiskunstläufer
- Grandjean, Philippe (* 1950), dänischer Umweltmediziner
- Grandjean, René (* 1872), französischer Fußballspieler
- Grandjean, Silvia (* 1934), Schweizer Eiskunstläufer
- Grandjean, Sonia (* 1979), Schweizer Fotomodell
- Grandjonc, Jacques (1933–2000), französischer Historiker, Germanist und Hochschullehrer
- Grandjouan, Clairève (1929–1982), französisch-US-amerikanische Klassische Archäologin
- Grandke, Anita (* 1932), deutsche Juristin
- Grandke, Gerhard (* 1954), deutscher Kommunalpolitiker (SPD)
- Grandke, Ilona (* 1943), deutsche Schauspielerin, Sängerin und Synchronsprecherin
- Grandl, Franz (* 1954), österreichischer Politiker (ÖVP), Landtagsabgeordneter
- Grandl, Peter (* 1963), deutscher Schriftsteller, Drehbuchautor, Regisseur und Werbetexter
- Grandmaitre, Patrick (* 1979), kanadischer Eishockeyspieler
- Grandmaster Caz (* 1961), US-amerikanischer Rapper
- Grandmaster Flash (* 1958), US-amerikanischer Rapper, DJ und Hip-Hop-ProduzentGrandmaster Flash (* 1958)

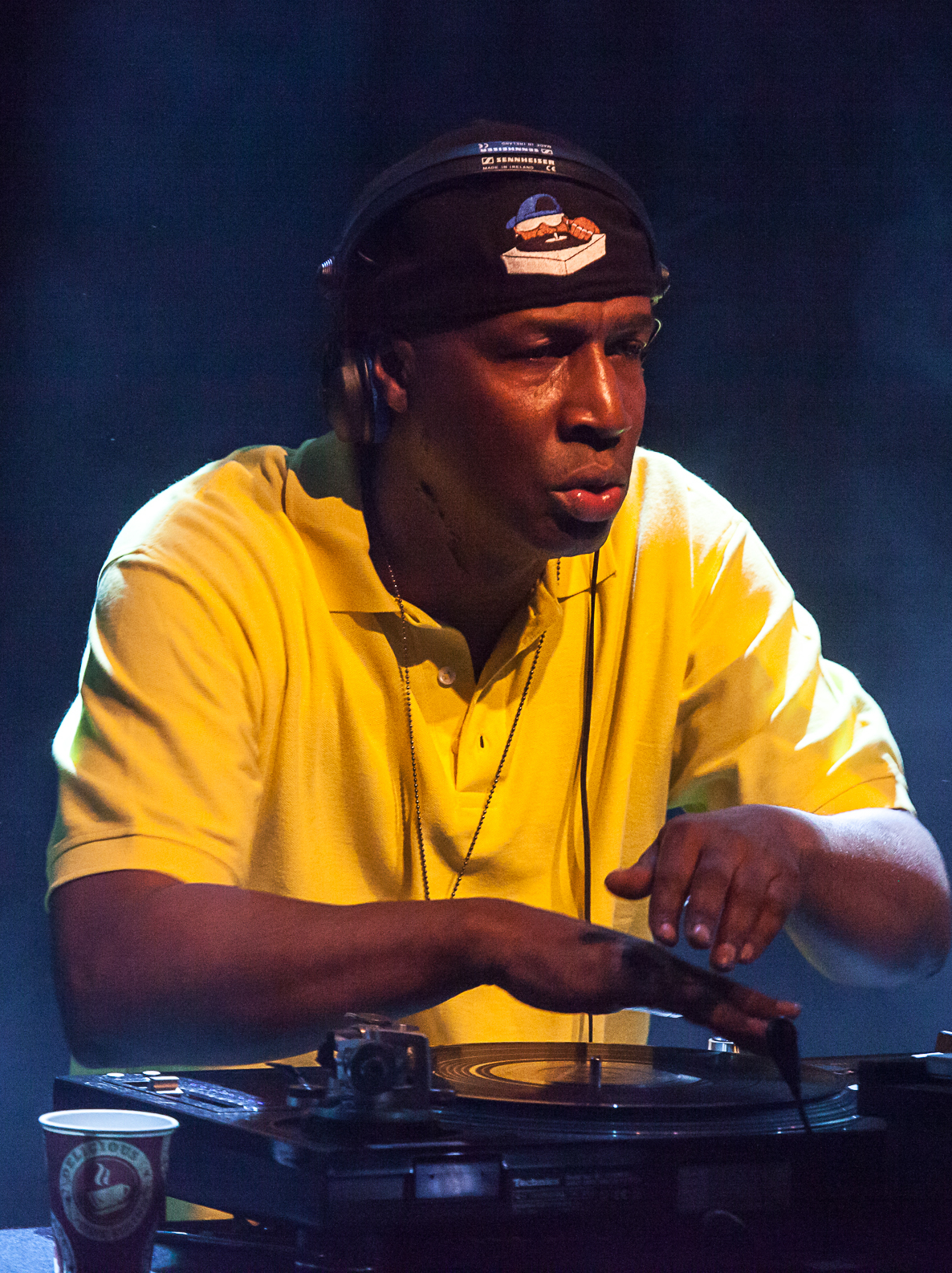
Grandmaster Flash (* 1958)

- Grandmesnil (1737–1816), französischer Schauspieler
- Grandmont, Jean-Michel (* 1939), französischer Wirtschaftswissenschaftler und Hochschullehrer
- Grandmontagne, Magdalena (* 1950), deutsch-französische bildende Künstlerin
- Grandmougin, Charles (1850–1930), französischer Schriftsteller, Dichter und Librettist
- Grando, Jure († 1656), istrischer Bauer und angeblicher Vampir
- Grandoch, Thomas (* 1983), deutscher Regisseur und Medienunternehmer
- Grandoli, Javier (* 1969), argentinischer Fußballspieler
- Grandon, Helen (1966–2020), walisische Hockeyspielerin
- Grandoni, Alessandro (* 1977), italienischer Fußballspieler
- Grandoni, Andrea (* 1997), san-marinesischer Fußballspieler
- Grandoni, Decio Lucio (1928–2006), italienischer römisch-katholischer Geistlicher, Bischof von Orvieto-Todi
- Grandoni, Stefano (1792–1846), italienisch-österreichischer Chemiker
- Grandpair, Walter, deutscher Oberstaatsanwalt und Menschenrechtsaktivist
- Grandperret, Claude-Louis (1791–1854), französischer Philologe und Pädagoge
- Grandpierre, Emil Kolozsvári (1907–1992), ungarischer Schriftsteller der dritten Nyugat-Generation, Kritiker und Journalist
- Grandpierre, Louis (1806–1876), Schweizer Politiker
- Grandpierre-Deverzy, Adrienne Marie Louise (1798–1869), französische Malerin
- Grandpré, Louis de (1761–1846), französischer Schiffskapitän und Naturforscher
- Grandsaignes d’Hauterive, Robert (1881–1962), französischer Romanist
- Grandsir, Samuel (* 1996), französischer Fußballspieler
- Grandsire, Henri (* 1936), französischer Autorennfahrer und Schauspieler
- Grandsire, Pierre Eugène (1825–1905), französischer Maler
- Grandson (* 1993), kanadisch-US-amerikanischer MusikerGrandson (* 1993)

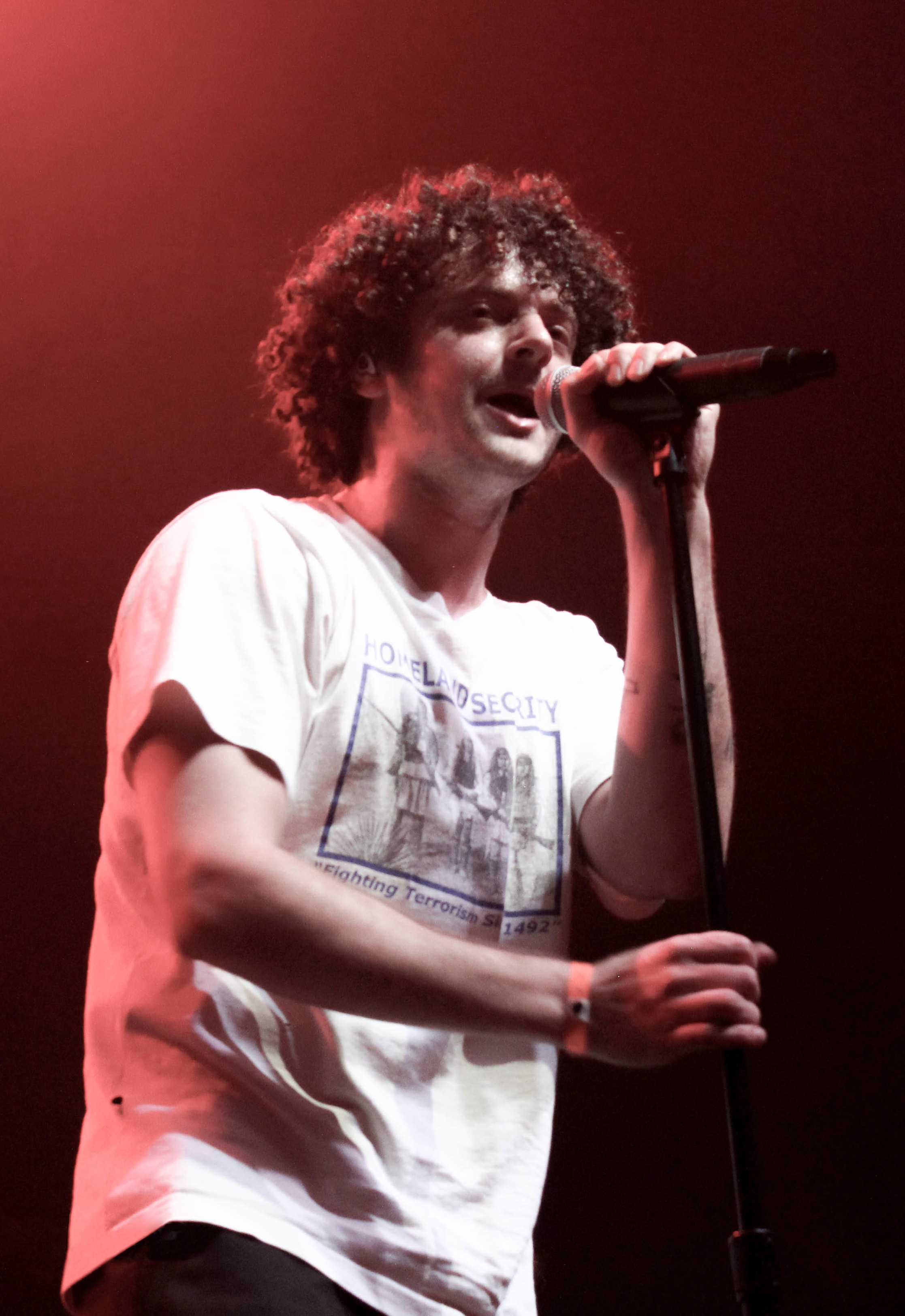
Grandson (* 1993)

- Grandson, Aymo von († 1262), Bischof von Genf
- Grandson, Gérard de († 1278), Bischof von Verdun
- Grandson, Lambert von, Bischof von Lausanne
- Grandson, Peter II. von, savoyischer Gefolgsmann
- Grandson, Wilhelm von, savoyischer Gefolgsmann
- Grandson, Willelmeta von, Schweizer Priorin
- Grandt, Günter (1926–1995), deutscher Fußballspieler
- Grandt, Herta (1907–1985), deutsche Schriftstellerin
- Grandt, Michael (* 1963), deutscher Autor
- Granduciel, Adam (* 1979), US-amerikanischer Musiker, Musikproduzent, Songschreiber und BandleaderAdam Granduciel (* 1979)

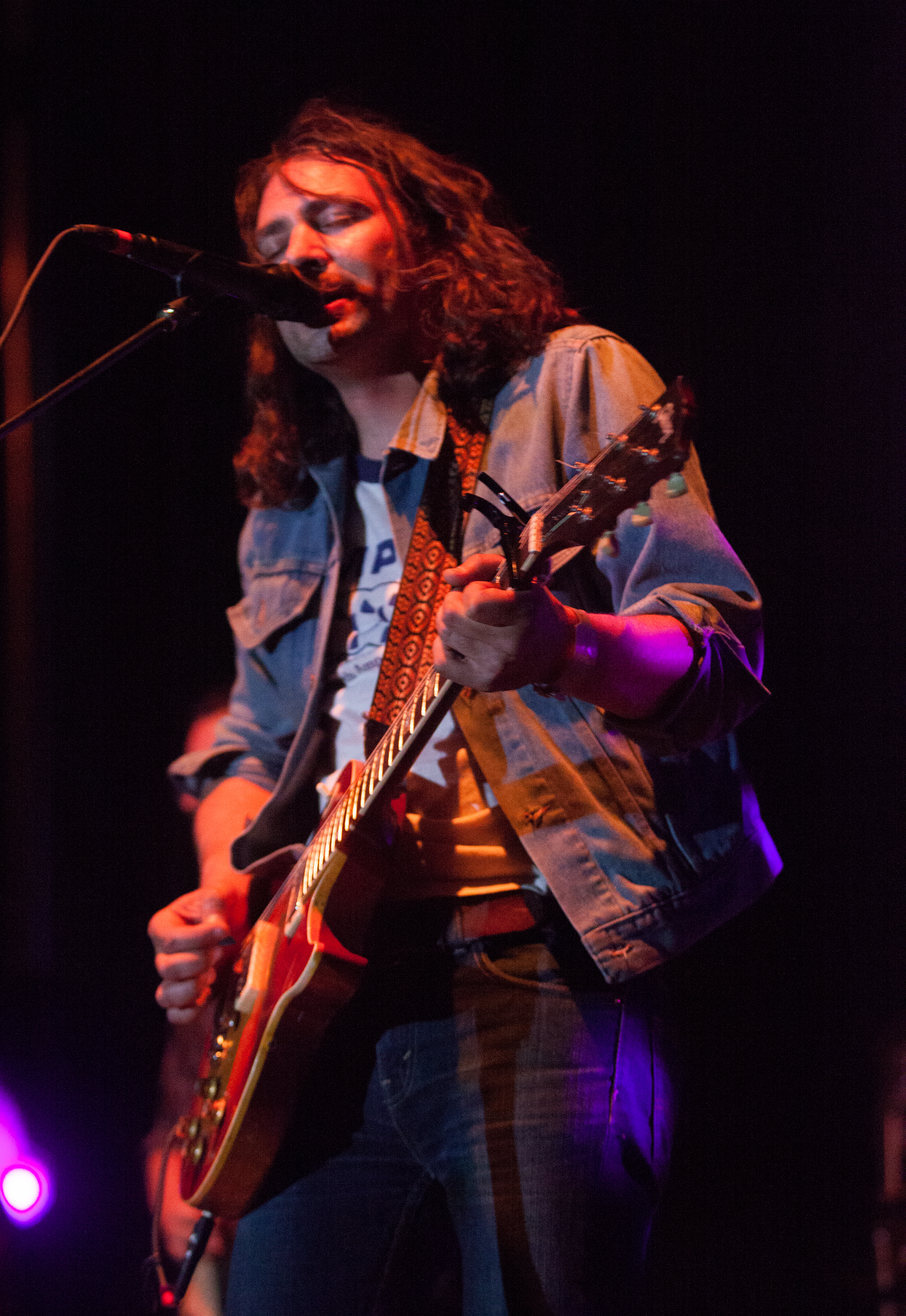
Adam Granduciel (* 1979)

- Grandval, Charles-François Racot de Grandval (1710–1784), französischer Schauspieler
- Grandval, Clémence de (1828–1907), französische Komponistin
- Grandval, Gilbert (1904–1981), französischer Widerstandskämpfer und Politiker
- Grandval, Nicolas Racot de (1676–1753), französischer Komponist, Cembalist und Dramaturg
- Grandveau, Léna (* 2003), französische Handballspielerin
- Grandville (1772–1836), französischer Schauspieler
- Grandville (1803–1847), französischer Zeichner, Buchillustrator und Karikaturist
- Grandy, Erroll (1921–1991), US-amerikanischer Jazz-Organist und Musikpädagoge
- Grandy, Fred (* 1948), US-amerikanischer Schauspieler und Politiker
- Grandy, John (1913–2004), britischer Offizier der Luftstreitkräfte des Vereinigten Königreichs
- Grandy, Theo (1919–1987), deutscher Journalist

### Grane
- Grane, Leif (1928–2000), dänischer lutherischer Kirchenhistoriker
- Graneist, Nico (* 1995), deutscher Grasskiläufer
- Graneli, Terenti (1897–1934), georgischer Dichter und Essayist und Grafiker
- Granell, Ignacio (* 1997), spanischer Eishockeyspieler
- Granelli, Carlo (1671–1739), italienisch-österreichischer Jesuit, Historiker und Numismatiker
- Granelli, Jerry (1940–2021), US-amerikanischer Jazzschlagzeuger und Hochschullehrer
- Graner, Anneke (* 1979), deutsche Politikerin (SPD), MdL in Baden-Württemberg
- Graner, Charles (* 1968), US-amerikanischer Soldat des US Marine Corps
- Graner, Ernst (1865–1943), österreichischer Aquarellist
- Graner, Friedrich von (1847–1914), deutscher Forstwissenschaftler und Forstpräsident
- Gräner, Georg (1876–1945), deutscher Komponist
- Graner, Josep (1844–1930), spanischer Architekt des Modernisme
- Graner, Matthias (* 1959), deutscher Politiker (SPD), MdL
- Graner, Reinhard (1926–1989), deutscher Bildhauer
- Graner, Wolfgang (1951–1971), deutscher Grenzsoldat, Todesopfer an der innerdeutschen Grenze
- Granero, Esteban (* 1987), spanischer Fußballspieler
- Granero, José (1936–2006), argentinisch-spanischer Tänzer und Choreograf
- Granerud, Halvor Egner (* 1996), norwegischer SkispringerHalvor Egner Granerud (* 1996)

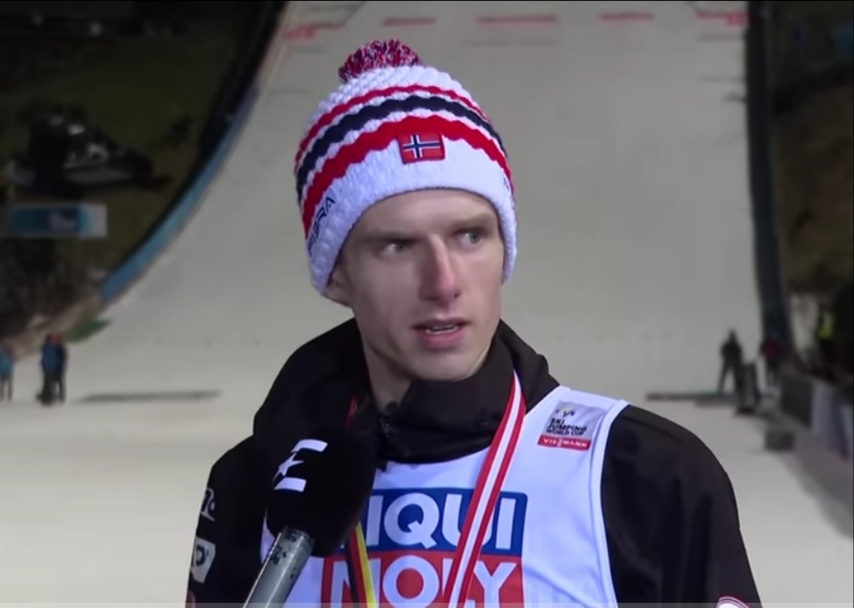
Halvor Egner Granerud (* 1996)

- Graneß, Anke (* 1967), deutsche Philosophin und Hochschullehrerin
- Granet, Félix (1849–1936), französischer Politiker
- Granet, François Omer (1758–1821), französischer Revolutionär
- Granet, François-Marius (1775–1849), französischer Maler des Klassizismus
- Granet, Marcel (1884–1940), französischer Sinologe und Soziologe

### Granf
- Granfelt, Ben (* 1963), finnischer Gitarrist
- Granfelt, Erik (1883–1962), schwedischer Turner, Tauzieher und Fußballspieler
- Granfelt, Hans (1897–1963), schwedischer Degenfechter und Diskuswerfer
- Granfelt, Nils (1887–1959), schwedischer Turner
- Granfield, William J. (1889–1959), US-amerikanischer Politiker

### Grang
- Grange, Alain, französischer Studio- und Jazzmusiker
- Grange, David E. Jr. (1925–2022), US-amerikanischer Offizier, Generalleutnant der US-Army
- Grange, David L. (* 1947), US-amerikanischer Offizier, Generalmajor der US-Army
- Grangé, Eugène (1810–1887), französischer Librettist, Dramatiker und Chansonnier
- Grange, François-Cyrille (* 1983), französischer Skirennläufer und -trainer
- Grange, Garland (1906–1981), US-amerikanischer American-Football-Spieler und -Trainer
- Grange, Jean de la († 1402), französischer Benediktinermönch, Bischof und Kardinal
- Grange, Jean-Baptiste (* 1984), französischer Skirennläufer
- Grangé, Jean-Christophe (* 1961), französischer SchriftstellerJean-Christophe Grangé (* 1961)

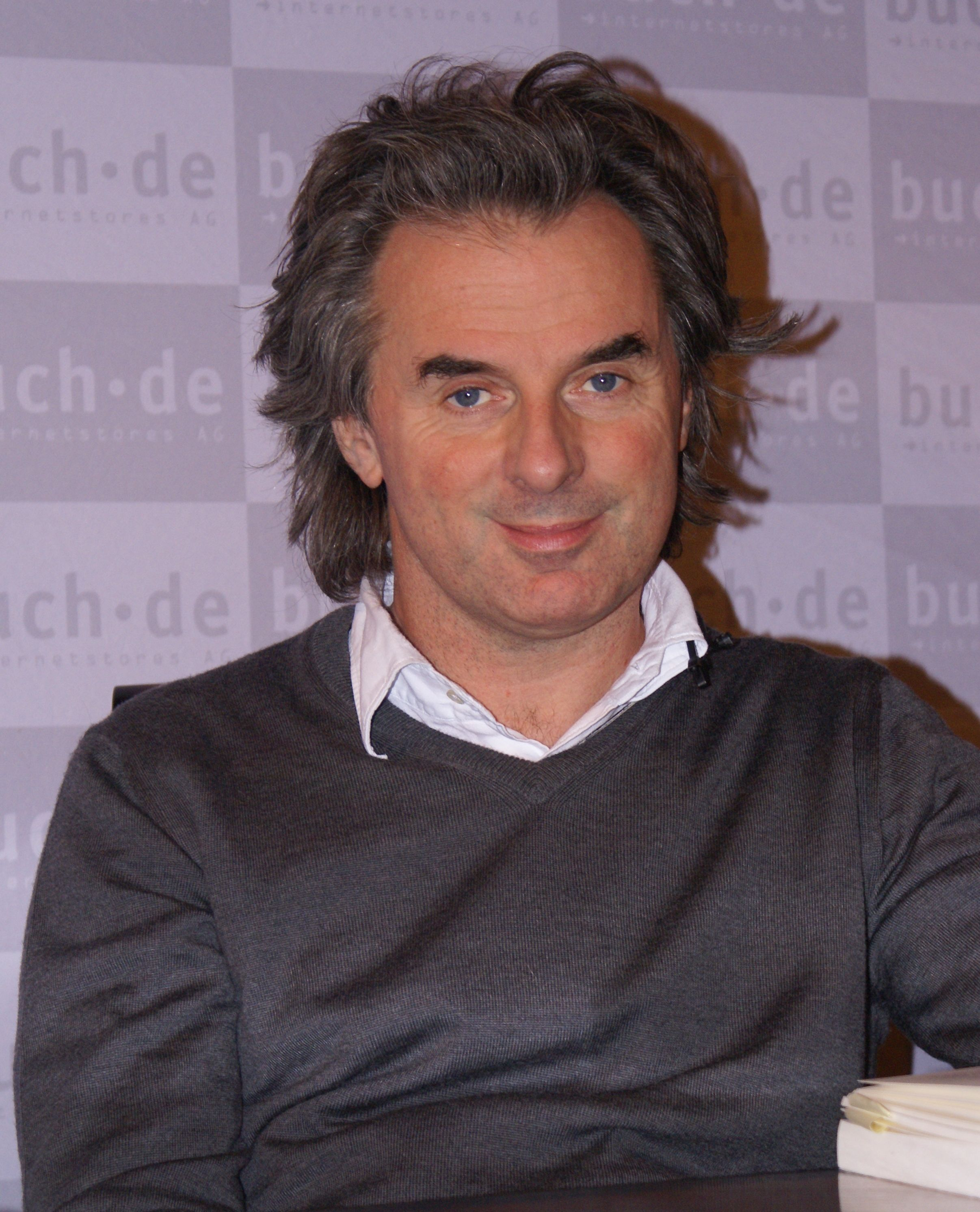
Jean-Christophe Grangé (* 1961)

- Grange, Kenneth (1929–2024), britischer Designer
- Grange, La (1635–1692), französischer Schauspieler
- Grange, Olivia (* 1946), jamaikanische Politikerin (JLP)
- Grange, Red (1903–1991), US-amerikanischer American-Football-Spieler in der National Football League (NFL)
- Grange, Robert (1938–2018), britischer Schauspieler
- Grangeon, Damien (1857–1933), französischer römisch-katholischer Ordensgeistlicher und Apostolischer Vikar von Quinhon
- Granger, Amos P. (1789–1866), US-amerikanischer Politiker
- Granger, Ann (* 1939), englische Krimi-Schriftstellerin
- Granger, Belinda (* 1970), australische Triathletin
- Granger, Bertram C. (1892–1967), US-amerikanischer Künstler, Artdirector und Szenenbildner
- Granger, Bradley F. (1825–1882), US-amerikanischer Politiker
- Granger, Charles (1912–1995), kanadischer Politiker
- Granger, Clive W. J. (1934–2009), britischer Wirtschaftswissenschaftler
- Granger, Cressida, britische Unternehmerin
- Granger, Daniel L. D. (1852–1909), US-amerikanischer Politiker
- Granger, Danny (* 1983), US-amerikanischer Basketballspieler
- Granger, David (1903–2002), US-amerikanischer Bobfahrer
- Granger, David Arthur (* 1945), guyanischer Politiker
- Granger, Ernest (1844–1914), französischer Sozialist und Boulangist
- Granger, Ethel (1905–1982), britische Vertreterin des Bodymodification
- Granger, Farley (1925–2011), US-amerikanischer Schauspieler
- Granger, Francis (1792–1868), US-amerikanischer Politiker
- Granger, Gideon (1767–1822), US-amerikanischer Politiker
- Granger, Gordon (1821–1876), US-amerikanischer Generalmajor
- Granger, Jayson (* 1989), uruguayisch-italienischer Basketballspieler
- Granger, Justin (* 1971), australischer Triathlet
- Granger, Kay (* 1943), US-amerikanische Politikerin der Republikanischen Partei
- Granger, Lester B. (1896–1976), US-amerikanischer Bürgerrechtler
- Granger, Michel (* 1946), französischer Maler und Graphiker
- Granger, Michele (* 1970), US-amerikanische Softballspielerin
- Granger, Miles T. (1817–1895), US-amerikanischer Politiker
- Granger, Stewart (1913–1993), britisch-amerikanischer SchauspielerStewart Granger (1913–1993)

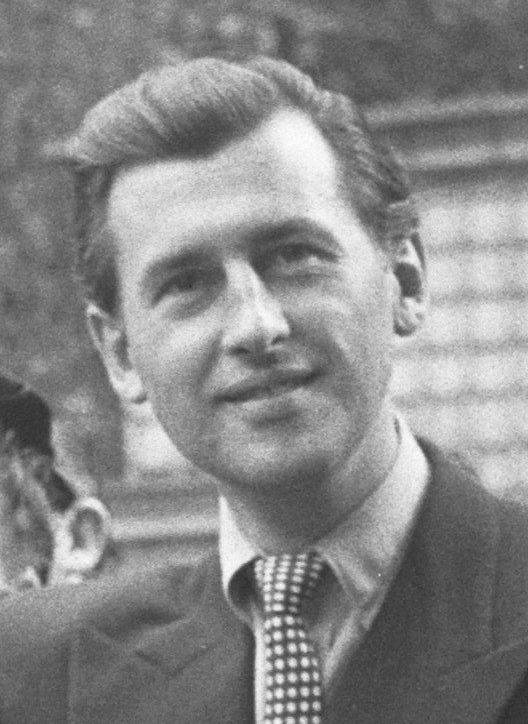
Stewart Granger (1913–1993)

- Granger, Uyana (* 2008), luxemburgische Leichtathletin
- Granger, Walter K. (1888–1978), US-amerikanischer Politiker
- Granger, Walter W. (1872–1941), US-amerikanischer Paläontologe
- Granger-Veyron, Hervé (* 1958), französischer Säbelfechter
- Granges, Boso de († 1243), Bischof von Sitten (1237–1243)
- Granges, Philipp Ludwig Siegmund Bouton des (1731–1801), königlich-preußischer Generalmajor, Chef des Jägerkorps zu Fuß
- Granget, Anneli (1935–1971), deutsche Schauspielerin
- Granget, Gunther (1932–2010), deutscher Bildhauer
- Grangier de Lamothe, François (1757–1822), französischer Politiker
- Grangier, Gilles (1911–1996), französischer Filmregisseur und Drehbuchautor
- Grangier, Philippe (* 1957), französischer Physiker
- Grangier, Pierre-Joseph (1758–1821), französischer Jurist und Politiker

### Granh
- Granholm, Bruno (1857–1930), finnischer Architekt und Bahningenieur
- Granholm, Jennifer (* 1959), US-amerikanische PolitikerinJennifer Granholm (* 1959)

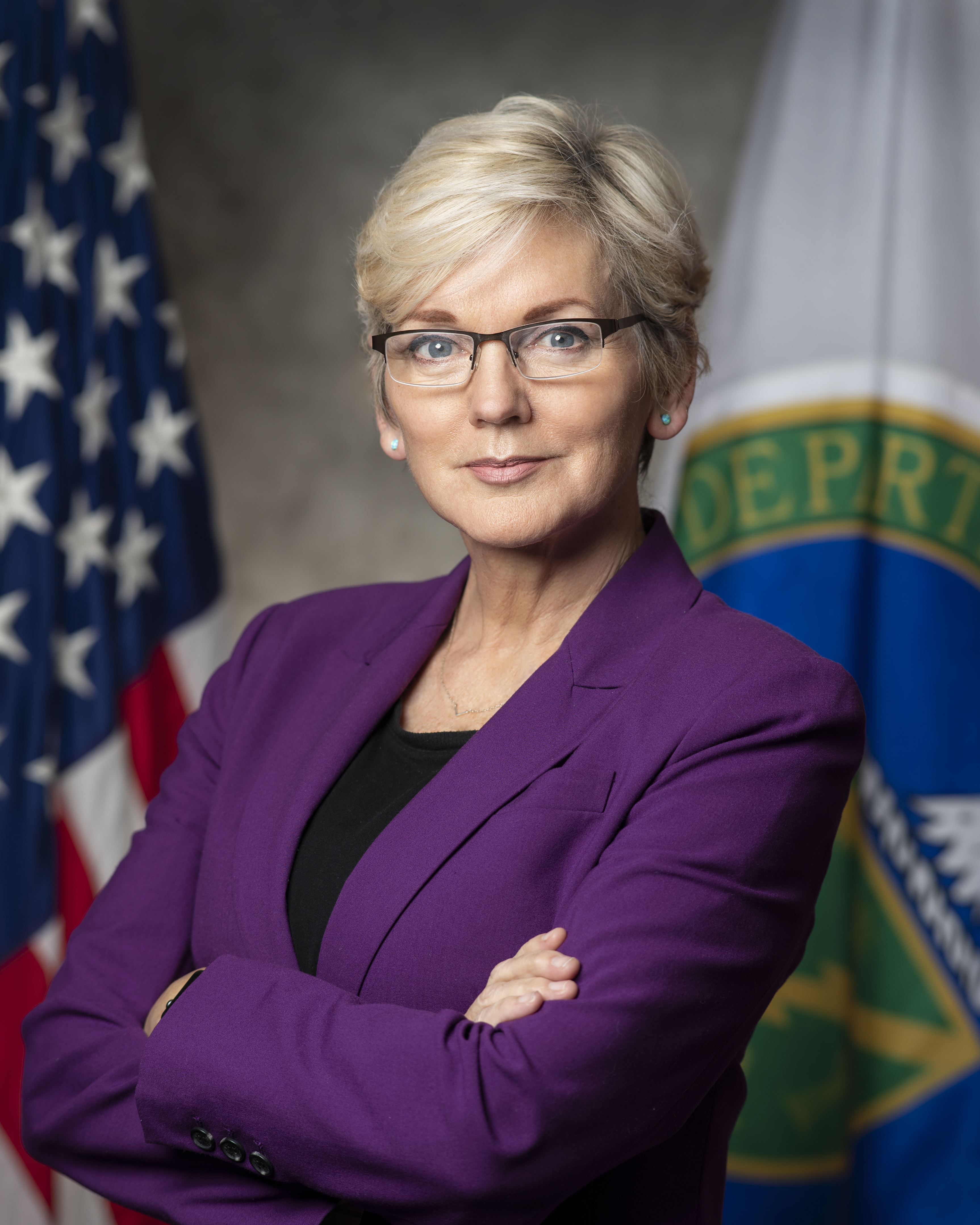
Jennifer Granholm (* 1959)

### Grani
- Granić, Mate (* 1947), kroatischer Politiker, Außenminister
- Gränicher, Heini (1924–2004), Schweizer Physiker, Direktor des Eidgen. Instituts für Reaktorforschung (EIR)
- Gränicher, Samuel (1758–1813), Schweizer Maler und Kupferstecher
- Granichstaedten, Bruno (1879–1944), österreichischer Komponist
- Granié, Pierre (1755–1819), französischer Jurist, Historiker und Schriftsteller
- Granier de Cassagnac, Adolphe (1806–1880), französischer Publizist, Journalist, Historiker, Abgeordneter
- Granier, Albert-Paul (1888–1917), französischer Lyriker
- Granier, Claude de (1548–1602), savoyardischer römisch-katholischer Geistlicher, Bischof von Genf
- Granier, Elisabeth (1870–1951), deutsche Lehrerin und Schulleiterin
- Granier, François (1717–1779), französischer Komponist, Cellist und Violinist
- Granier, Gerhard (1928–2022), deutscher Historiker
- Granier, Hermann (1857–1941), deutscher Historiker und Archivar
- Granier, Louis (1740–1800), französischer Geiger und Komponist
- Granier, Lucie (* 1999), französische Handballspielerin
- Granier, Ludwig (1808–1857), deutscher Richter und Politiker, MdL
- Granier, Pierre (1911–1989), französischer Fußballspieler
- Granier-Deferre, Pierre (1927–2007), französischer Filmregisseur und Drehbuchautor
- Granieri, Maurizio (* 1987), deutsch-italienischer Kickboxer, Trainer und Unternehmer
- Granig, Anton (1901–1945), österreichischer Pfarrer und Widerstandskämpfer
- Granik, Anatoli Michailowitsch (1918–1989), sowjetischer Filmregisseur
- Granik, Debra (* 1963), US-amerikanische Filmregisseurin, Drehbuchautorin und Kamerafrau
- Granik, Jon (1930–2003), kanadischer Schauspieler
- Granin, Daniil Alexandrowitsch (1919–2017), sowjetischer bzw. russischer SchriftstellerDaniil Alexandrowitsch Granin (1919–2017)

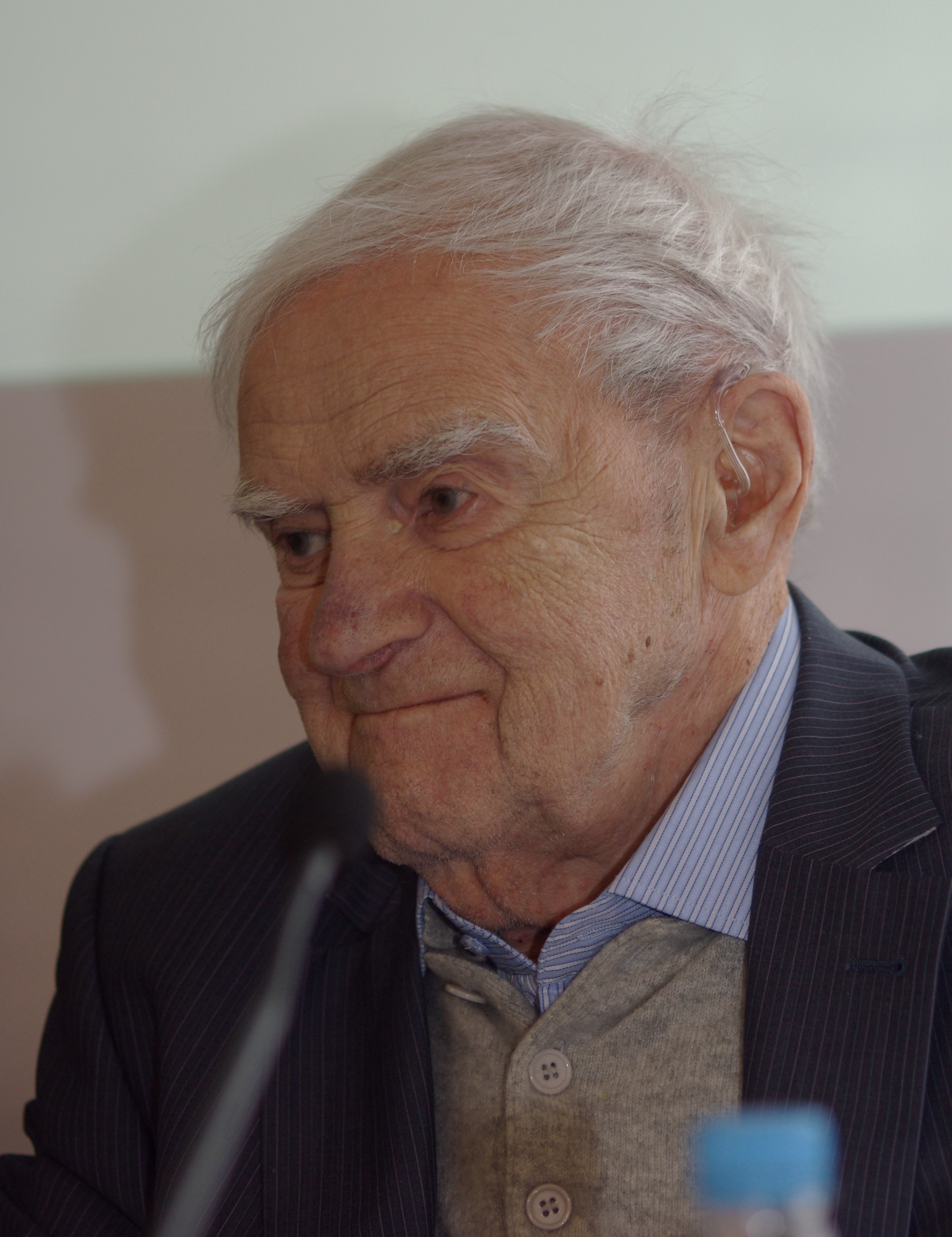
Daniil Alexandrowitsch Granin (1919–2017)

- Graninger, Wolfgang (* 1948), österreichischer Mediziner
- Granit, Ragnar (1900–1991), finnisch-schwedischer Neurophysiologe und Nobelpreisträger
- Granito Pignatelli di Belmonte, Gennaro (1851–1948), italienischer Geistlicher und Kardinal der römisch-katholischen Kirche
- Granitsch, Helene (1876–1956), österreichische Schriftstellerin
- Granitsch, Susanne (1869–1946), österreichische Malerin
- Granitsiotis, Ioannis (* 2002), griechischer Sprinter
- Granitza, Karl-Heinz (* 1951), deutscher FußballspielerKarl-Heinz Granitza (* 1951)

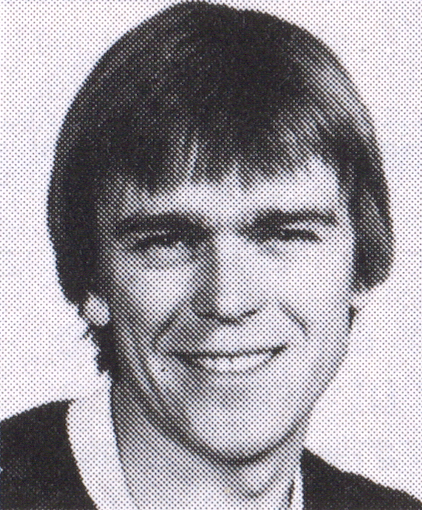
Karl-Heinz Granitza (* 1951)

- Granitzki, Hanna (* 1997), deutsche Hockeyspielerin
- Granius († 78 v. Chr.), römischer Duumvir von Puteoli
- Granius Castus, Lucius, römischer Suffektkonsul (142)
- Granius Licinianus, römischer Historiker und Antiquar
- Granius Marcellus, Marcus, Prokonsul von Bithynien (14/15 n. Chr.)
- Granius Petro, Anhänger Caesars
- Granius, Aulus († 48 v. Chr.), Offizier Caesars
- Granius, Gnaeus, Anhänger des Gaius Marius
- Granius, Nicolaus Andreae († 1631), schwedischer Gelehrter
- Granius, Quintus, Ankläger des Augurs Lucius Calpurnius Piso (24 n. Chr.)
- Granius, Quintus, römischer Ausrufer (Praeco)

### Granj
- Granja, Alfredo (1891–1941), uruguayischer Fußballspieler
- Granjel, Raúl (* 1987), kubanischer Straßenradrennfahrer
- Granjo, António Joaquim (1881–1921), portugiesischer Jurist und Politiker
- Granjon, Robert (1513–1589), französischer Verleger

### Grank
- Grankin, Sergei Jurjewitsch (* 1985), russischer Volleyballspieler
- Grankowskaja, Ljudmila (* 1989), kasachische Weit- und Dreispringerin
- Grankowskaja, Swetlana Anatoljewna (* 1976), russische Radrennfahrerin

### Granl
- Granli, Leif (1909–1988), norwegischer Politiker (Arbeiderpartiet)
- Granlund, Albin (* 1989), finnischer Fußballspieler
- Granlund, Markus (* 1993), finnischer Eishockeyspieler
- Granlund, Mikael (* 1992), finnischer Eishockeyspieler
- Granlund, Palle, dänischer Badmintonspieler
- Granlund, Rikke Marie (* 1989), norwegische Handballspielerin

### Granm
- Granmont, Michel de, französischer Pirat und Kaperfahrer

### Grann
- Grann, David (* 1967), US-amerikanischer Journalist und SchriftstellerDavid Grann (* 1967)

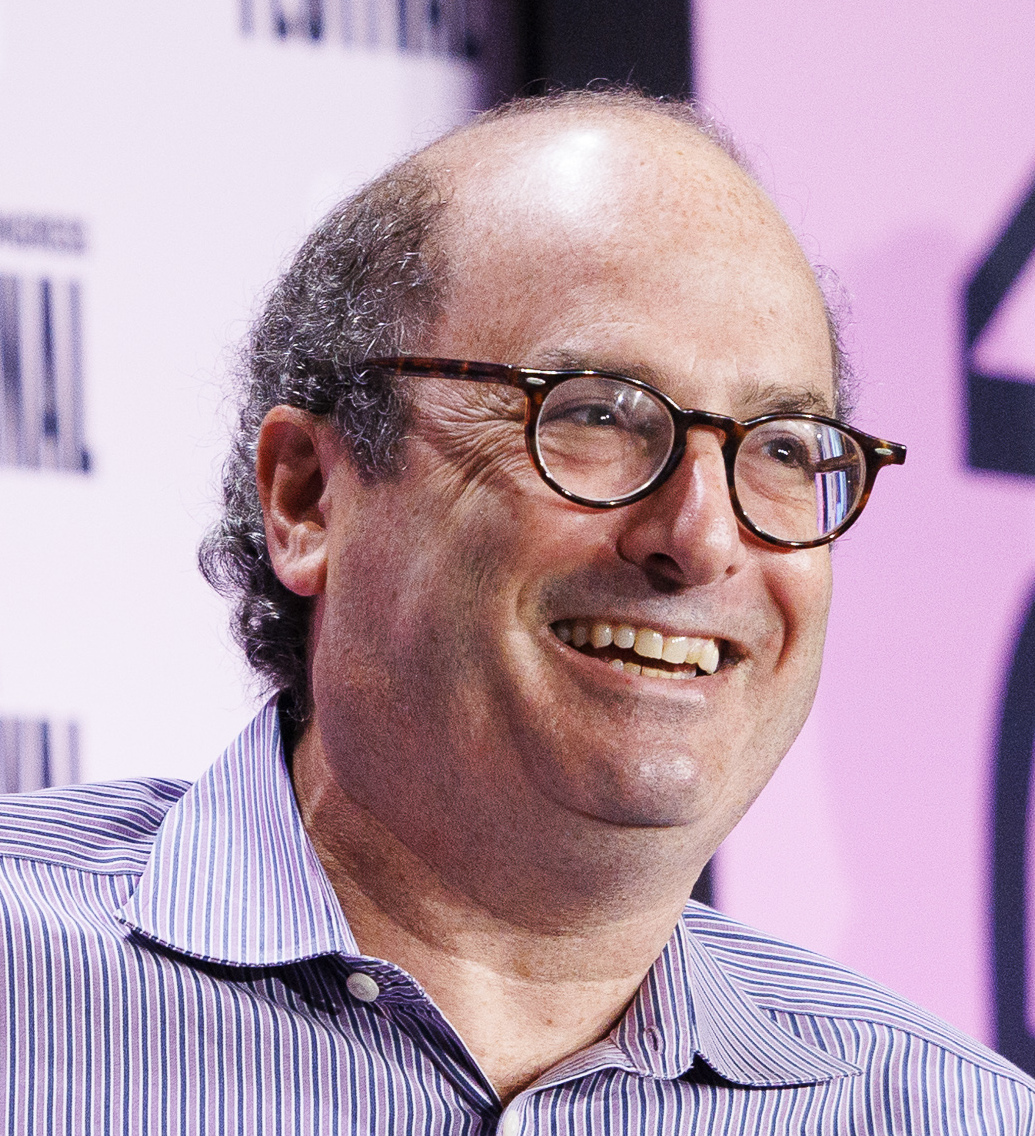
David Grann (* 1967)

- Grann, Susanna (* 1962), deutsche Schriftstellerin
- Grannan, Katy (* 1969), US-amerikanische Fotografin
- Grannas, Alfred (* 1960), deutscher Diplomat
- Grannes Pedersen, Even Elias (* 2006), norwegischer Hürdenläufer
- Granniello, Giuseppe Maria (1834–1896), italienischer Kardinal der Römischen Kirche
- Granninger, Peter (1908–1968), deutscher Kleinkrimineller
- Grannis, Kina (* 1985), US-amerikanische Singer-Songwriterin und Gitarristin
- Grannis, LeRoy (1917–2011), US-amerikanischer Fotograf
- Grannis, Paul (* 1938), US-amerikanischer Physiker

### Grano
- Grano, Antonio († 1718), italienischer Maler
- Grano, Carlo (1887–1976), italienischer Geistlicher, Kardinal der römisch-katholischen Kirche
- Granö, Johannes Gabriel (1882–1956), finnischer Geograph
- Grano, Umberto (1940–2024), italienischer Autorennfahrer
- Granoche, Pablo (* 1983), uruguayischer Fußballspieler
- Granoff, Katia (1895–1989), französische Galeristin, Dichterin und ÜbersetzerinKatia Granoff (1895–1989)

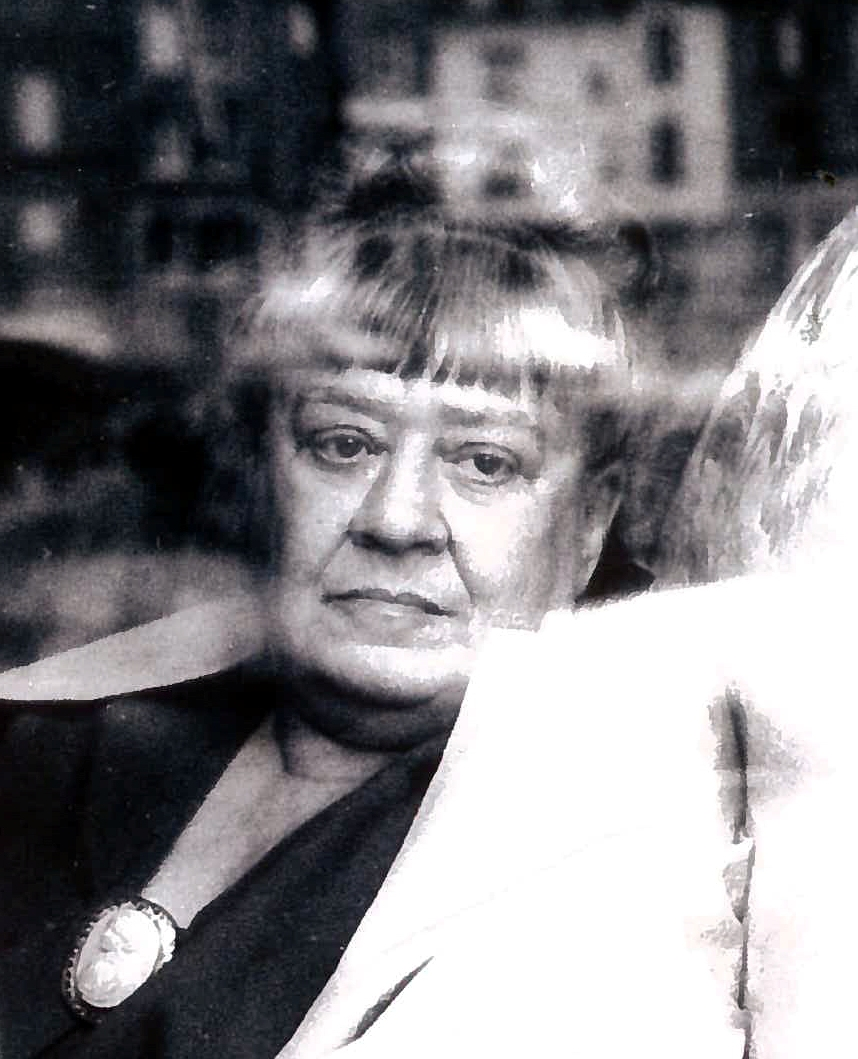
Katia Granoff (1895–1989)

- Granofsky, Anais (* 1973), kanadische Schauspielerin, Filmregisseurin, Drehbuchautorin und Filmproduzentin
- Granold, Ute (* 1955), deutsche Politikerin (CDU), MdL, MdB
- Granollers, Gerard (* 1989), spanischer Tennisspieler
- Granollers, Marcel (* 1986), spanischer TennisspielerMarcel Granollers (* 1986)

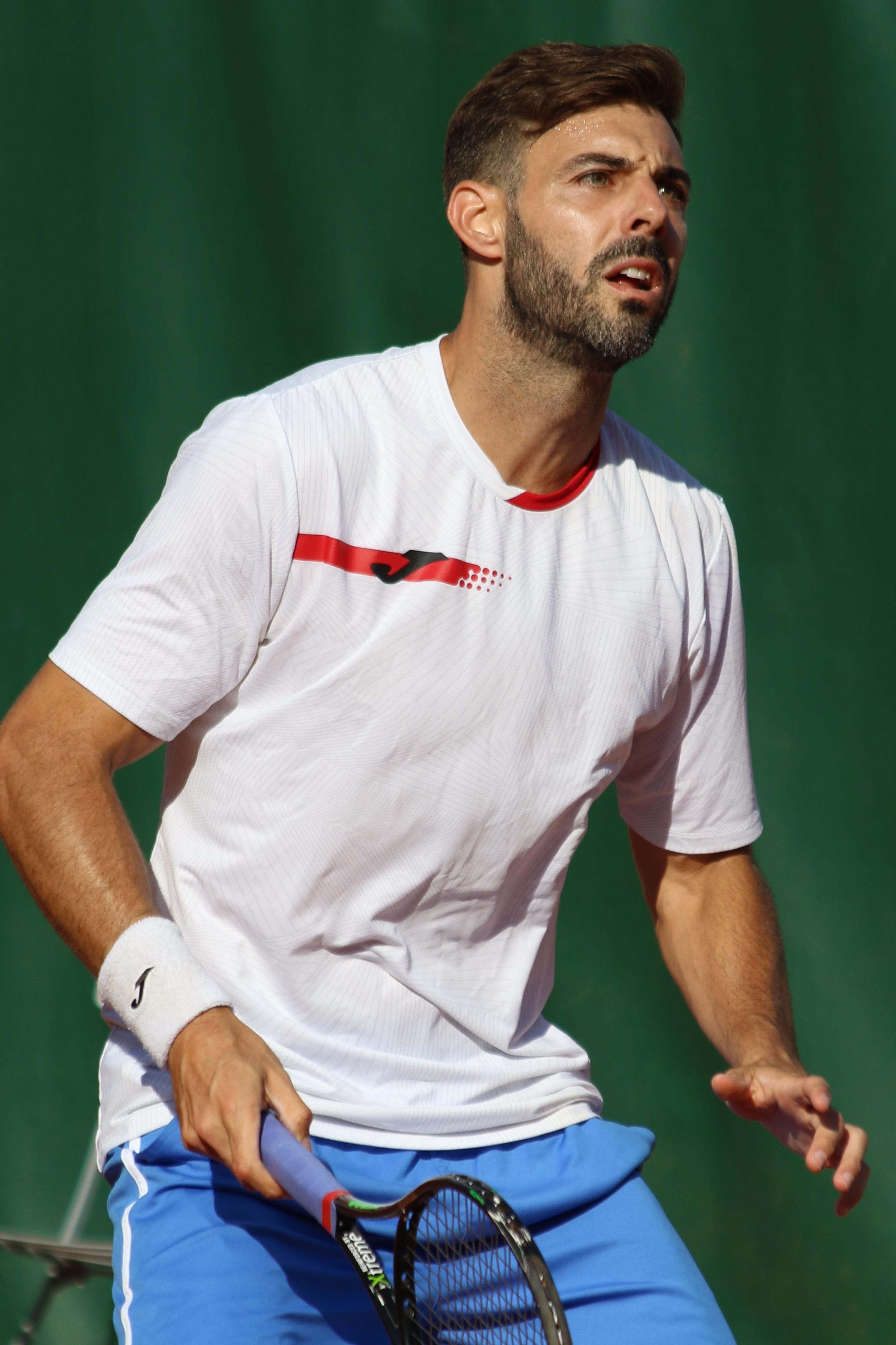
Marcel Granollers (* 1986)

- Granot, Avi (* 1950), israelischer Diplomat
- Granovetter, Mark (* 1943), US-amerikanischer Soziologe
- Granow, Hans Ulrich (1902–1964), deutscher Diplomat
- Granow, Rolf (* 1953), deutscher Hochschullehrer
- Granowski, Alexei Michailowitsch (1890–1937), bedeutender russisch-jüdischer Theater- und Filmregisseur in Moskau, Berlin und Paris
- Granowski, Timofei Nikolajewitsch (1813–1855), russischer Historiker
- Granowsky, Harold (1931–1997), amerikanischer Jazzmusiker und Musikproduzent
- Granowsky, Samuel (1882–1942), Maler, Grafiker und Bildhauer in Paris

### Granq
- Granqvist, Andreas (* 1985), schwedischer Fußballspieler
- Granqvist, Hilma (1890–1972), finnische Anthropologin

### Granr
- Granros, Dean (* 1951), US-amerikanischer Jazzmusiker (Gitarre)
- Granroth, Karl (* 1973), US-amerikanischer Biathlet
- Granroth, Sara (* 1976), US-amerikanische Biathletin

### Grans
- Grans, Hans (1901–1975), deutscher Mitangeklagter im Haarmann-Prozess
- Grans, Heinrich (1822–1893), deutscher Schauspieler und Autor
- Gransart, Maurice (1930–2013), französischer Fußballspieler
- Granser, Günther (* 1944), österreichischer Präsident des Internationalen Kuratoriums der Organisation für Internationale Wirtschaftsbeziehungen
- Granskog, Mikael (* 1961), schwedischer Fußballspieler
- Granskog, Pamela, finnlandschwedische Pädagogin und Schriftstellerin
- Granskov Hansen, Andreas (* 1989), dänischer Fußballspieler
- Gransow, Bettina (* 1949), deutsche Sinologin
- Gransow, Volker (1945–2015), deutscher Soziologe
- Granstedt, Greta (1907–1987), US-amerikanische Schauspielerin
- Granström, Annika (* 1971), schwedische Volleyball- und Beachvolleyballspielerin
- Granstrom, Colby (* 1990), US-amerikanischer Skirennläufer
- Granström, Edith (1884–1956), schwedische Malerin und Zeichnerin
- Granström, Holger (1917–1941), finnischer Eishockeyspieler
- Granström, Jonathan (* 1986), schwedischer Eishockeyspieler
- Granström, Konrad (1900–1982), schwedischer Turner
- Granström, Lars (* 1942), schwedischer Fußballspieler
- Granström, Martina (* 1991), schwedische Schwimmerin
- Granström, Otto (1887–1941), finnischer Turner

### Grant
- Grant DePauw, Linda (* 1940), US-amerikanische Neuzeithistorikerin, Hochschullehrerin und Sachbuchautorin
- Grant Duff, Arthur Cuninghame (1861–1948), britischer Botschafter
- Grant of Rothiemurchus, Elizabeth (1797–1885), schottische Tagebuchautorin
- Grant Senior, Kenny, schwedisch US-amerikanischer Basketballspieler und -trainer
- Grant, Abbi (* 1995), schottische Fußballspielerin
- Grant, Abraham P. (1804–1871), US-amerikanischer Jurist und Politiker
- Grant, Adam (* 1981), US-amerikanischer Autor und Psychologe
- Grant, Adrian (* 1980), englischer Squashspieler
- Grant, Alan (1949–2022), schottischer Schriftsteller und Comicautor
- Grant, Alex (1874–1946), kanadischer Mittel- und Langstreckenläufer
- Grant, Alex (* 1989), kanadischer Eishockeyspieler
- Grant, Alex (* 1994), englisch-australischer Fußballspieler
- Grant, Alexander (1775–1827), britischer Kapitän, Gouverneur von Gambia (1821–1829)
- Grant, Alexander (1925–2011), neuseeländischer Balletttänzer und Choreograf
- Grant, Alicia Rae (* 1986), US-amerikanische Musikerin
- Grant, Allie (* 1994), US-amerikanische Schauspielerin
- Grant, Amy (* 1960), US-amerikanische Sängerin und LiedermacherinAmy Grant (* 1960)

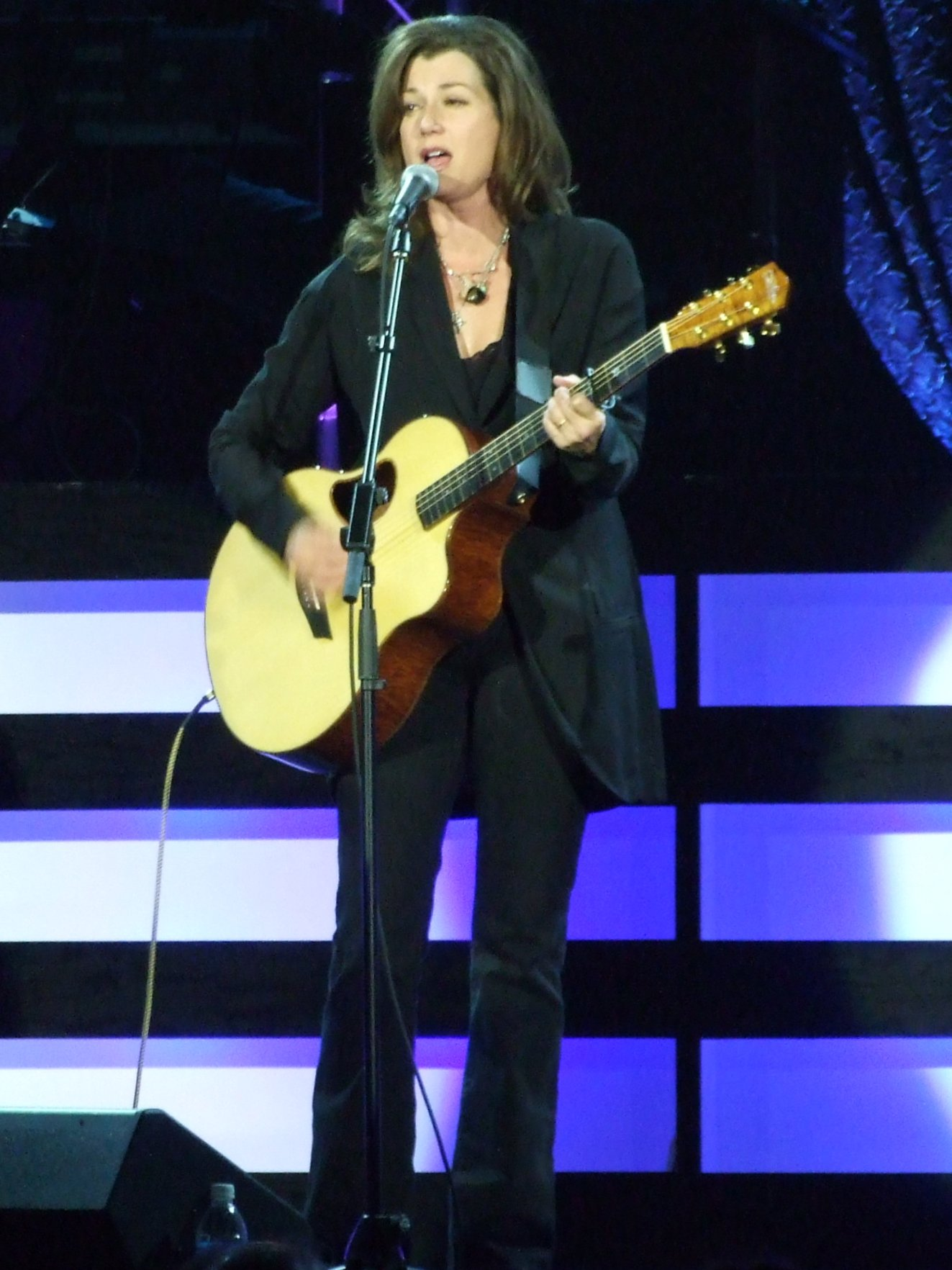
Amy Grant (* 1960)

- Grant, Andy (* 1984), vincentischer Leichtathlet
- Grant, Ann (* 1955), simbabwische Hockeyspielerin
- Grant, Anne (1755–1838), schottische Schriftstellerin
- Grant, Anthony (* 1987), englischer Fußballspieler
- Grant, Antonio (* 2000), panamaischer Sprinter
- Grant, Arthur (1915–1972), britischer Kameramann
- Grant, Audrey Joy (* 1951), belizische Bankmanagerin, Diplomatin und Politikerin
- Grant, Avram (* 1955), israelischer Fußballtrainer und -manager
- Grant, Bernhard (1725–1796), deutsch-schottischer Benediktiner und Mathematiker
- Grant, Beth (* 1949), US-amerikanische Schauspielerin
- Grant, Beverly (* 1970), jamaikanische Leichtathletin
- Grant, Brea (* 1981), US-amerikanische Schauspielerin
- Grant, Brian (* 1964), schottischer Fußballspieler
- Grant, Brian (* 1972), US-amerikanischer Basketballspieler
- Grant, Bruce (1949–2009), amerikanisch-französischer Jazzmusiker (Baritonsaxophon, Flöte, Arrangements)
- Grant, Bryan (1910–1986), US-amerikanischer Tennisspieler
- Grant, Bud (1927–2023), US-amerikanischer Basketballspieler, Footballspieler und -trainer
- Grant, Carlacia (* 1991), US-amerikanische Schauspielerin
- Grant, Carrie (* 1965), britische Sängerin
- Grant, Cary (1904–1986), britisch-amerikanischer SchauspielerCary Grant (1904–1986)

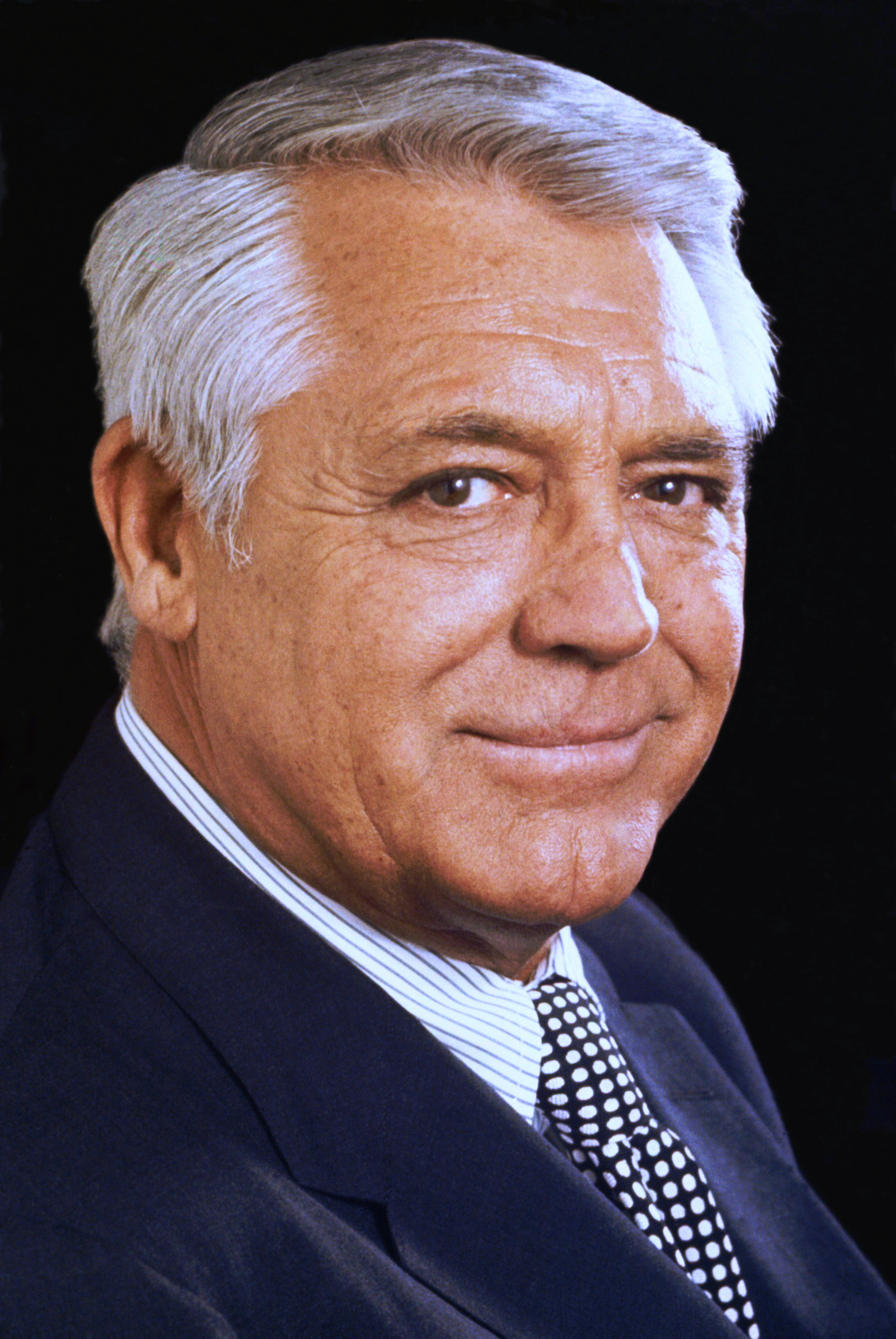
Cary Grant (1904–1986)

- Grant, Chapman (1887–1983), US-amerikanischer Zoologe, Historiker und Verleger
- Grant, Charles (1746–1823), britischer (Handels-)Politiker evangelikaler Prägung
- Grant, Charles (1877–1950), britischer General
- Grant, Charles (* 1978), US-amerikanischer American-Football-Spieler
- Grant, Charles L. (1942–2006), amerikanischer Fantasy- und Horror-Autor
- Grant, Charles, 1. Baron Glenelg (1778–1866), schottischer Politiker, Mitglied des House of Commons
- Grant, Charlotte (* 2001), australische Fußballspielerin
- Grant, Chasity (* 2001), niederländische Fußballspielerin
- Grant, Chris, US-amerikanischer Basketballfunktionär
- Grant, Ciara (* 1978), irische Fußballspielerin
- Grant, Ciara (* 1993), irische Fußballspielerin
- Grant, Clare (* 1979), US-amerikanische Schauspielerin, Filmproduzentin, Sängerin und ein ehemaliges ModelClare Grant (* 1979)

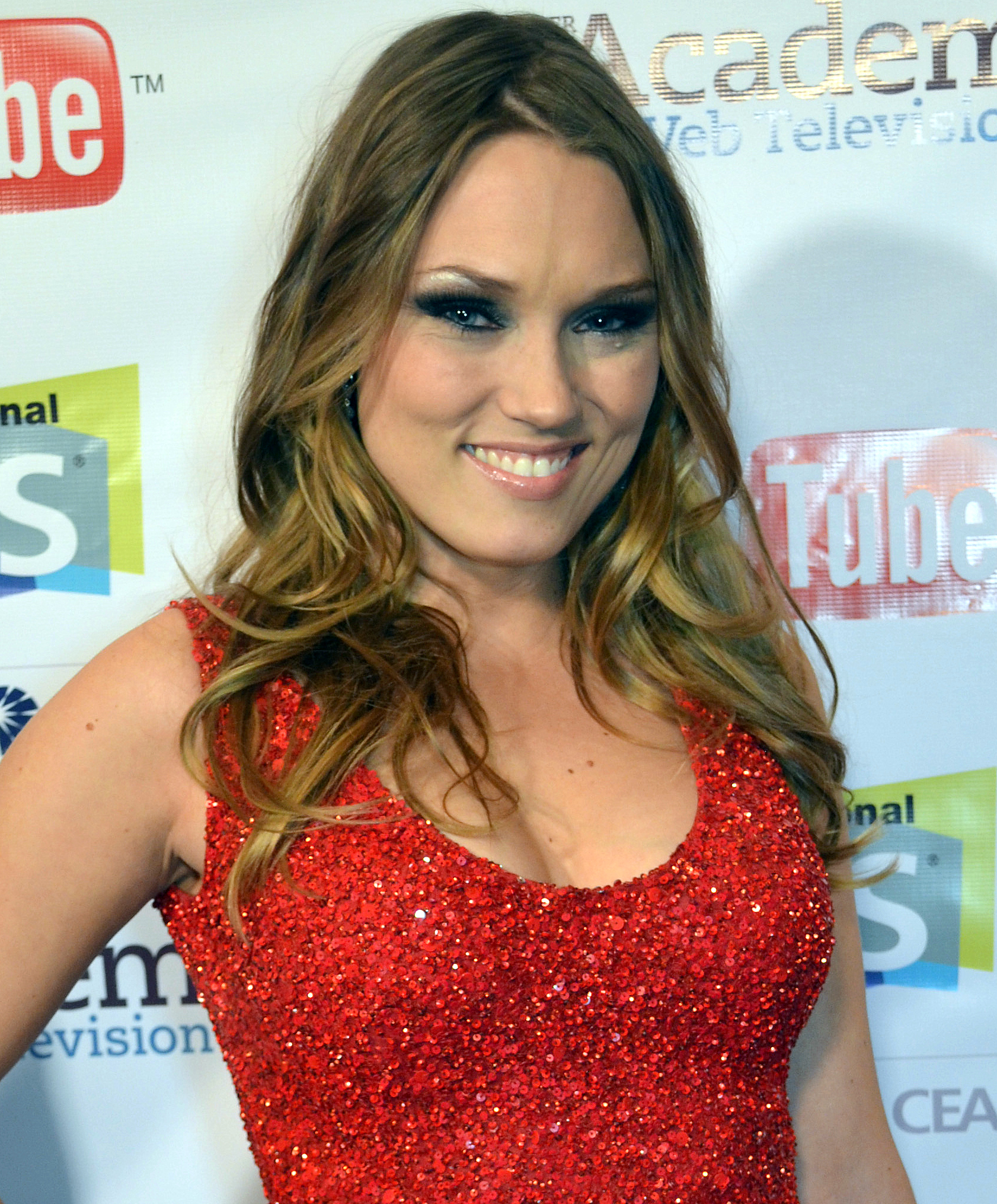
Clare Grant (* 1979)

- Grant, Claude Henry Baxter (1878–1958), britischer Ornithologe
- Grant, Clinton (1971–2014), Bahnradsportler aus Trinidad und Tobago
- Grant, Coot (* 1893), US-amerikanische Vaudeville-Blues-Sängerin, Gitarristin und Songwriterin
- Grant, Cuthbert (1793–1854), kanadischer Métis-Führer
- Grant, Dalton (* 1966), britischer Hochspringer
- Grant, Danny (1946–2019), kanadischer Eishockeyspieler und -trainer
- Grant, David Marshall (* 1955), US-amerikanischer Filmschauspieler
- Grant, Derek (* 1977), US-amerikanischer Rockmusiker
- Grant, Derek (* 1990), kanadischer Eishockeyspieler
- Grant, Dick (1878–1958), kanadischer Langstreckenläufer
- Grant, Duncan (1885–1978), britischer Maler
- Grant, Duncan (* 1980), neuseeländischer Ruderer
- Grant, Earl (1933–1970), US-amerikanischer Sänger, Pianist und Organist
- Grant, Ebenezer (1882–1961), englischer Fußballspieler
- Grant, Eddy (* 1948), britischer MusikerEddy Grant (* 1948)

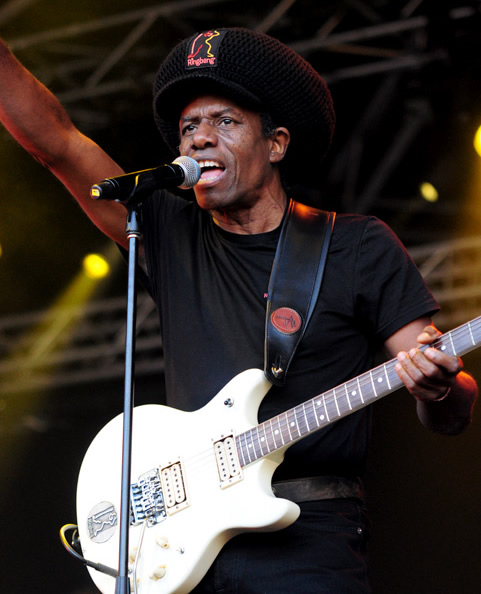
Eddy Grant (* 1948)

- Grant, Edward († 1601), englischer Pädagoge und lateinischer Poet
- Grant, Edward (1926–2020), US-amerikanischer Wissenschaftshistoriker
- Grant, Faye (* 1957), US-amerikanische Schauspielerin
- Grant, Francis (1803–1878), schottischer Maler
- Grant, Frederick Dent (1850–1912), US-amerikanischer Polizist, Soldat und Gesandter
- Grant, Gabriel (1826–1909), US-amerikanischer Arzt, Träger der Congressional Medal of Honor
- Grant, Gary (* 1977), britischer Schauspieler
- Grant, Gavin (* 1984), englischer Fußballspieler
- Grant, George (1918–1988), kanadischer Philosoph und Hochschullehrer
- Grant, George M. (1897–1982), US-amerikanischer Politiker
- Grant, Gogi (1924–2016), US-amerikanische Sängerin
- Grant, H. Roger (1943–2023), US-amerikanischer Historiker und Autor
- Grant, Harry (1907–1993), britischer Radrennfahrer
- Grant, Harvey (* 1965), US-amerikanischer Basketballspieler
- Grant, Heathcoat (1864–1938), britischer Marineoffizier, zuletzt Admiral
- Grant, Heber J. (1856–1945), 7. Präsident der Kirche Jesu Christi der Heiligen der Letzten Tage
- Grant, Henry Fane (1848–1919), britischer General und Gouverneur von Malta
- Grant, Hope (1808–1875), britischer General
- Grant, Horace (* 1965), US-amerikanischer BasketballspielerHorace Grant (* 1965)

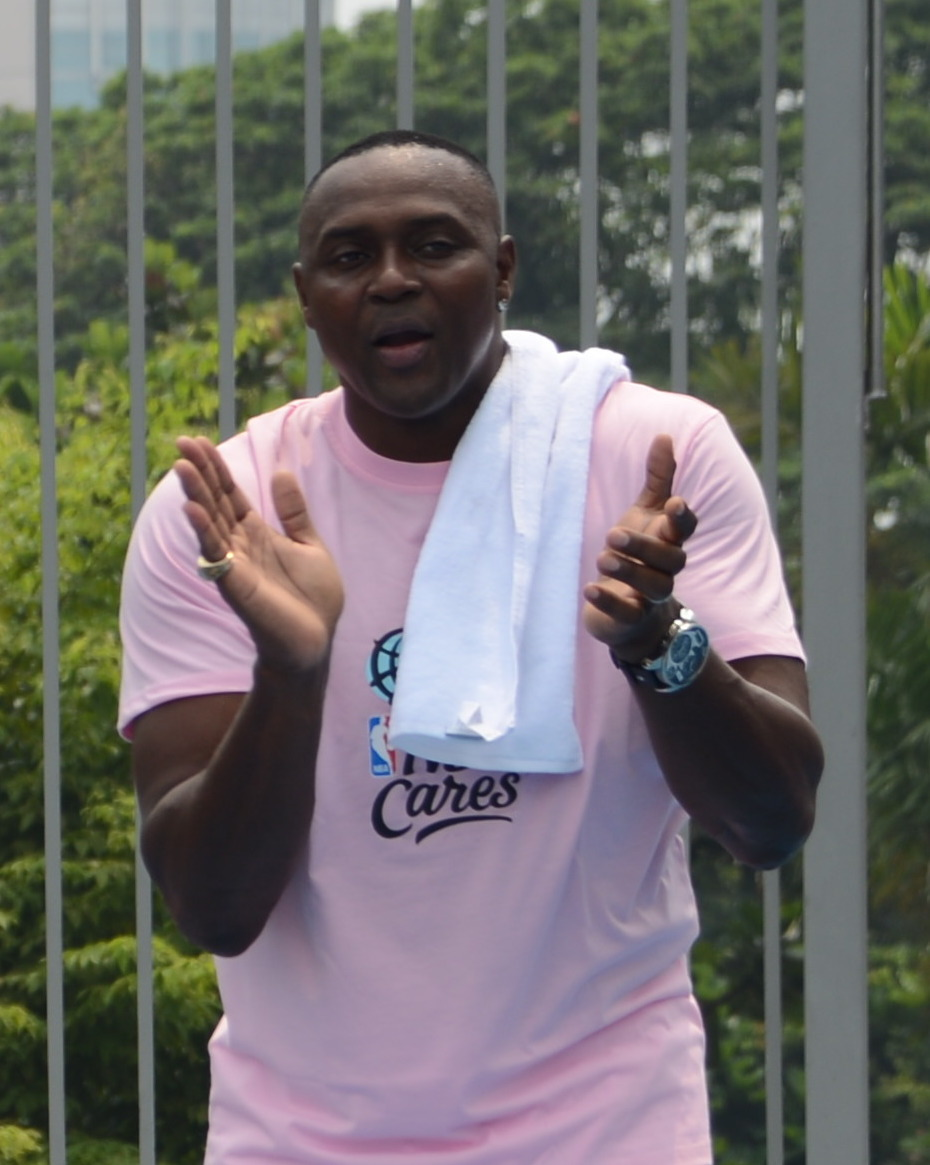
Horace Grant (* 1965)

- Grant, Howard (* 1966), kanadischer Boxer
- Grant, Hugh (* 1958), britischer Wirtschaftsmanager
- Grant, Hugh (* 1960), britischer SchauspielerHugh Grant (* 1960)

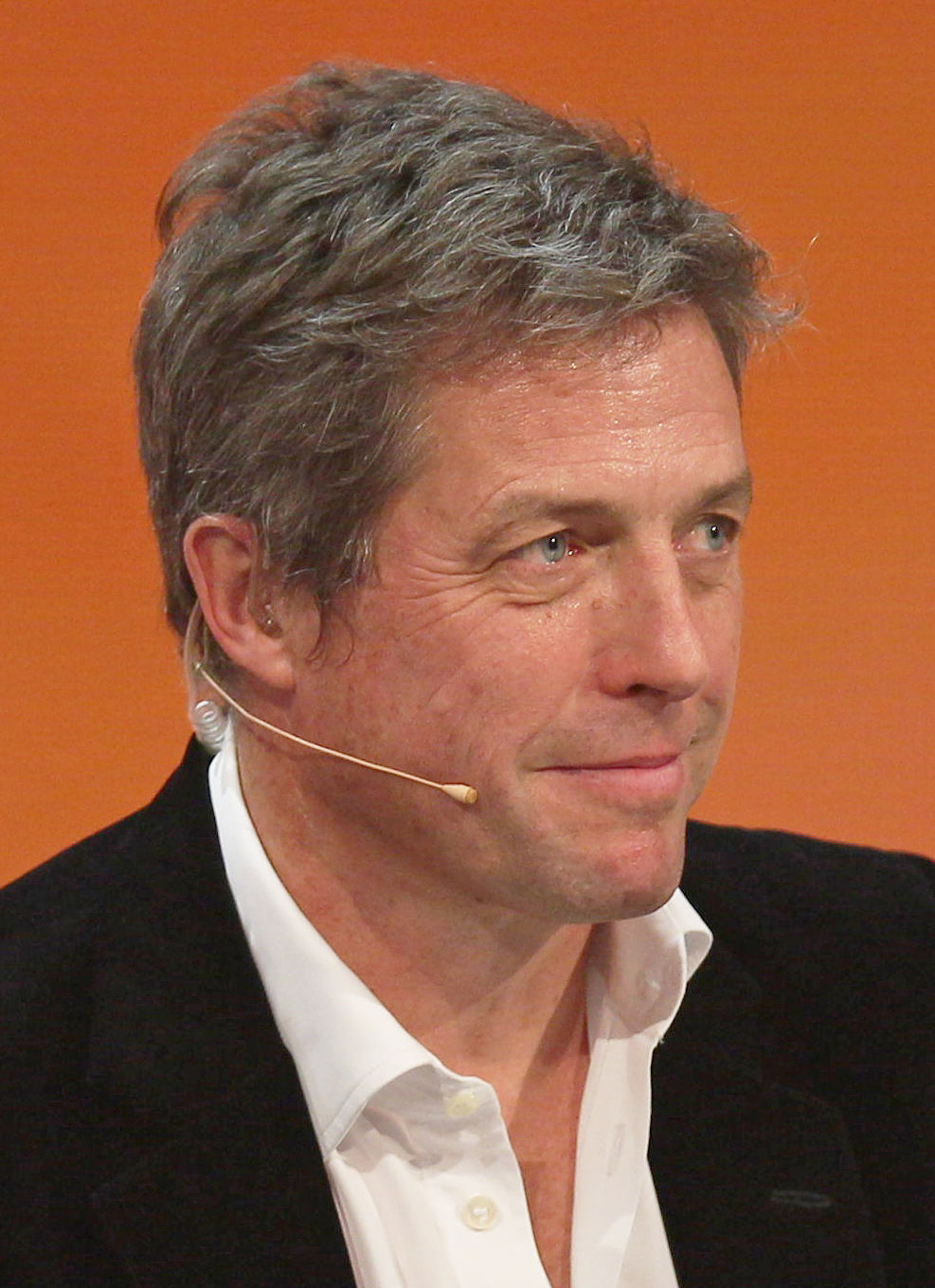
Hugh Grant (* 1960)

- Grant, Hugh J. (1858–1910), US-amerikanischer Politiker
- Grant, Imogen (* 1996), britische Ruderin
- Grant, Ingrid (* 1964), britische Skirennläuferin
- Grant, Isabel (* 1916), australische Hürdenläuferin
- Grant, James (1812–1891), US-amerikanischer Anwalt, Politiker und Unternehmensleiter
- Grant, James Augustus (1827–1892), britischer Offizier und Afrikareisender
- Grant, James Benton (1848–1911), US-amerikanischer Politiker
- Grant, James Edward (1905–1966), US-amerikanischer Drehbuchautor, Regisseur, Autor
- Grant, James W. (* 1943), US-amerikanischer Politiker
- Grant, Jane (1892–1972), US-amerikanische Journalistin
- Grant, Jeff (* 1958), neuseeländischer Politiker der National Party
- Grant, Jenessa (* 1988), kanadische Filmschauspielerin
- Grant, Jennifer (* 1966), amerikanische Schauspielerin
- Grant, Jerami (* 1994), US-amerikanischer Basketballspieler
- Grant, Joan (1907–1989), englische Schriftstellerin
- Grant, Joe (1908–2005), US-amerikanischer Comicautor bei Disney
- Grant, Johann von (1710–1764), preußischer Generalmajor, Chef des Füsilierregiments Nr. 44, Kommandant des Festung Neiße
- Grant, Johannes, deutscher Ingenieur
- Grant, John (1949–2020), schottischer Autor und Herausgeber
- Grant, John (* 1968), US-amerikanischer Sänger und SongwriterJohn Grant (* 1968)

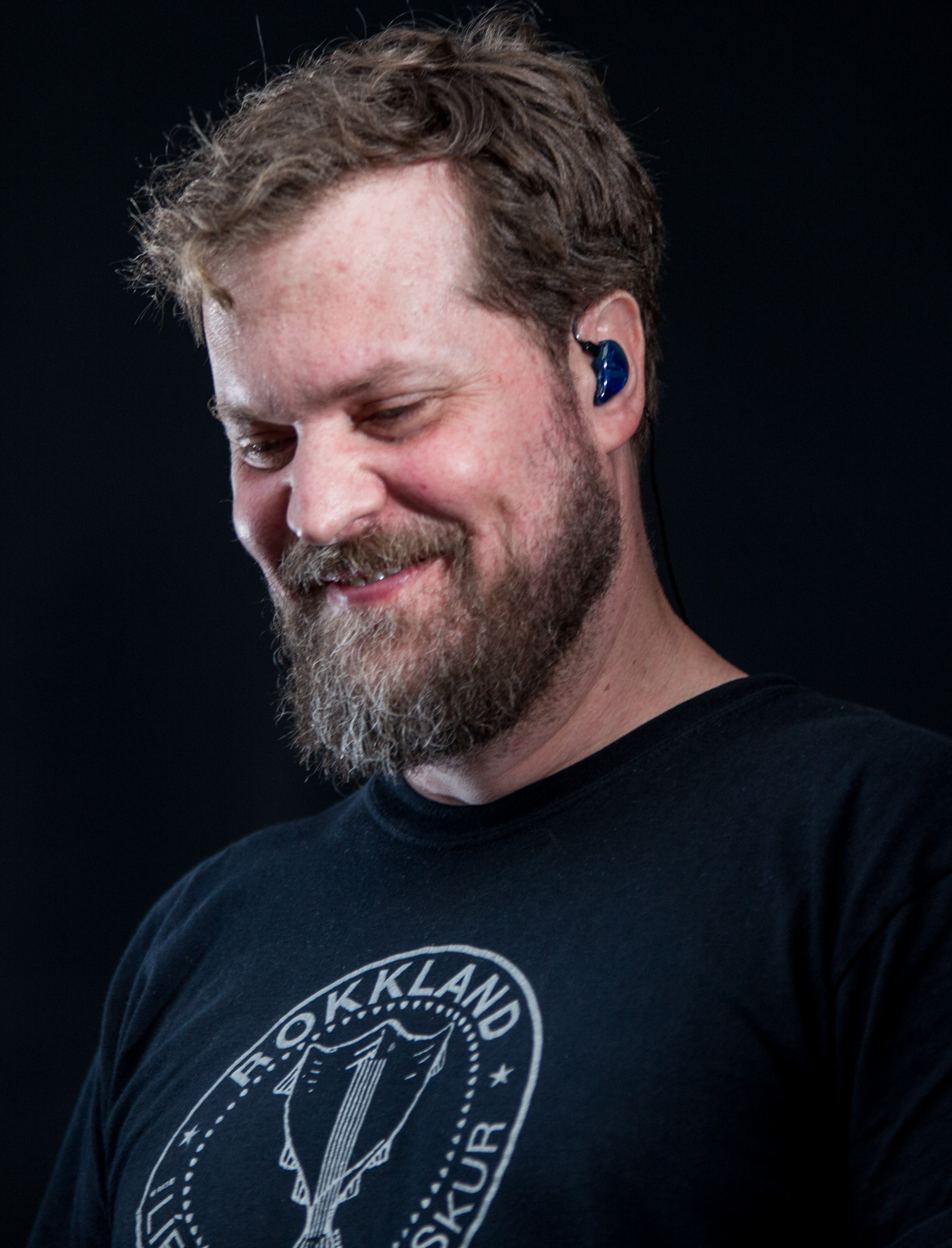
John Grant (* 1968)

- Grant, John Gaston (1858–1923), US-amerikanischer Politiker
- Grant, Johnny (1923–2008), US-amerikanischer Schauspieler und Produzent
- Grant, Jorge (* 1994), englischer Fußballspieler
- Grant, Julia (1826–1902), US-amerikanische First Lady (1869–1877)
- Grant, Julie (* 1946), britische Sängerin
- Grant, Julius (1901–1991), britischer Forensiker
- Grant, Kae, kanadische Badmintonspielerin
- Grant, Karlan (* 1997), englischer Fußballspieler
- Grant, Kate Jennings (* 1970), US-amerikanische Theater- und Filmschauspielerin
- Grant, Kathryn (1933–2024), US-amerikanische Schauspielerin
- Grant, Keaton (* 1986), US-amerikanischer Basketballspieler
- Grant, Kelly (1957–2021), US-amerikanischer Basketballspieler und -trainer
- Grant, Kenneth (1924–2011), britischer Okkultist, Mystiker, Poet, Ordensgründer
- Grant, Kenny (* 1982), schwedisch US-amerikanischer Basketballspieler und -trainer
- Grant, Kevin (* 1969), kanadischer Eishockeyspieler
- Grant, Kilian (* 1994), spanischer Fußballspieler
- Grant, Kim (* 1971), südafrikanische Tennisspielerin
- Grant, Kim (* 1972), ghanaischer Fußballspieler
- Grant, Kirby (1911–1985), US-amerikanischer Schauspieler
- Grant, Lawrence (1870–1952), britischer Theater- und Filmschauspieler in den USA
- Grant, Lee (* 1925), US-amerikanische Schauspielerin und RegisseurinLee Grant (* 1925)

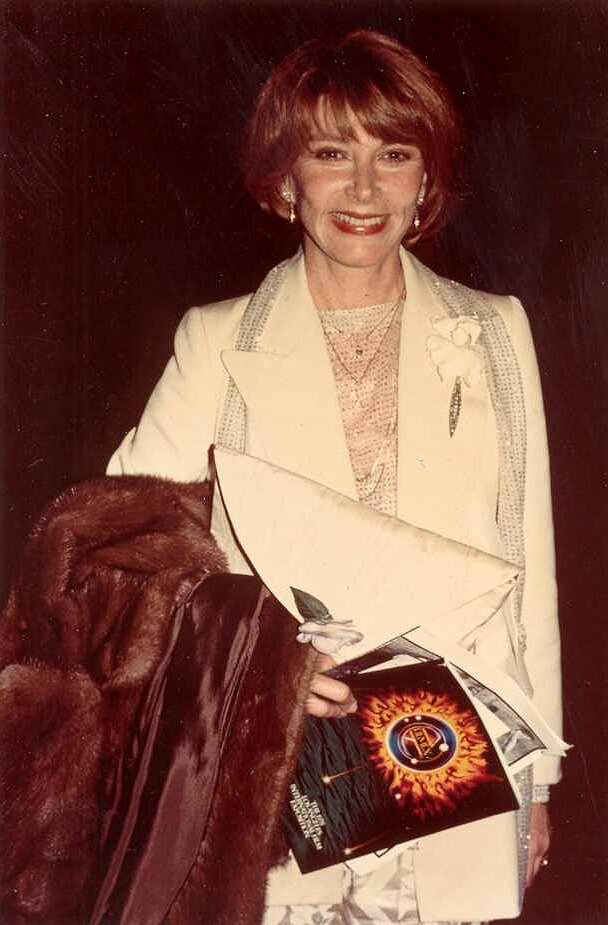
Lee Grant (* 1925)

- Grant, Lee (* 1983), englischer Fußballtorhüter und -trainer
- Grant, Lee (* 1985), englischer Fußballspieler
- Grant, Lesley, US-amerikanische Schauspielerin
- Grant, Linda (* 1942), US-amerikanische Schriftstellerin und Pädagogin
- Grant, Linda (* 1951), britische Schriftstellerin und Journalistin
- Grant, Madison (1865–1937), US-amerikanischer Rechtsanwalt und Verfasser eugenischer WerkeMadison Grant (1865–1937)

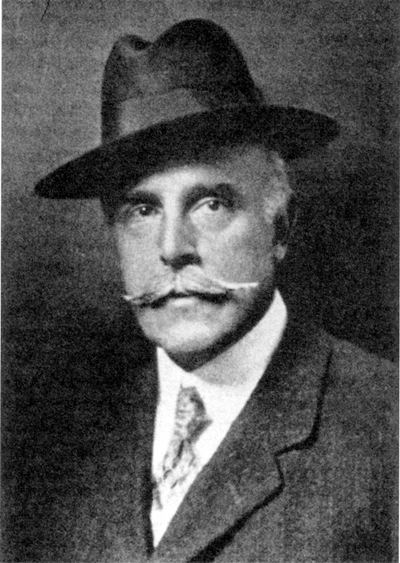
Madison Grant (1865–1937)

- Grant, Marshall (1928–2011), US-amerikanischer Bassist
- Grant, Mary Pollock (1876–1957), schottisch-britische Suffragette, Politikerin, Missionarin und Polizistin
- Grant, Michael (1914–2004), englischer Altphilologe und Althistoriker
- Grant, Michael (* 1954), amerikanischer Autor
- Grant, Michael (* 1969), britischer Musiker
- Grant, Michael (* 1972), US-amerikanischer Schwergewichtsboxer
- Grant, Mick (* 1944), britischer Motorradrennfahrer
- Grant, Moray (1917–1977), britischer Kameramann
- Grant, Mudcat (1935–2021), US-amerikanischer Baseballspieler
- Grant, Natalie (* 1971), US-amerikanische Sängerin christlicher Musik
- Grant, Nellie (1855–1922), Tochter des 18. Präsidenten der Vereinigten Staaten Ulysses S. Grant
- Grant, Nia (* 1993), US-amerikanische Volleyballspielerin
- Grant, Nicky (* 1976), schottische Fußballspielerin
- Grant, Olivia (* 1983), britische Schauspielerin
- Grant, Oscar (1986–2009), US-amerikanisches Opfer von Polizeigewalt
- Grant, Otis (* 1967), kanadischer Boxer
- Grant, Paa (1878–1956), ghanaischer Politiker und Unternehmer
- Grant, Pablo (1997–2024), deutscher Schauspieler und RapperPablo Grant (1997–2024)

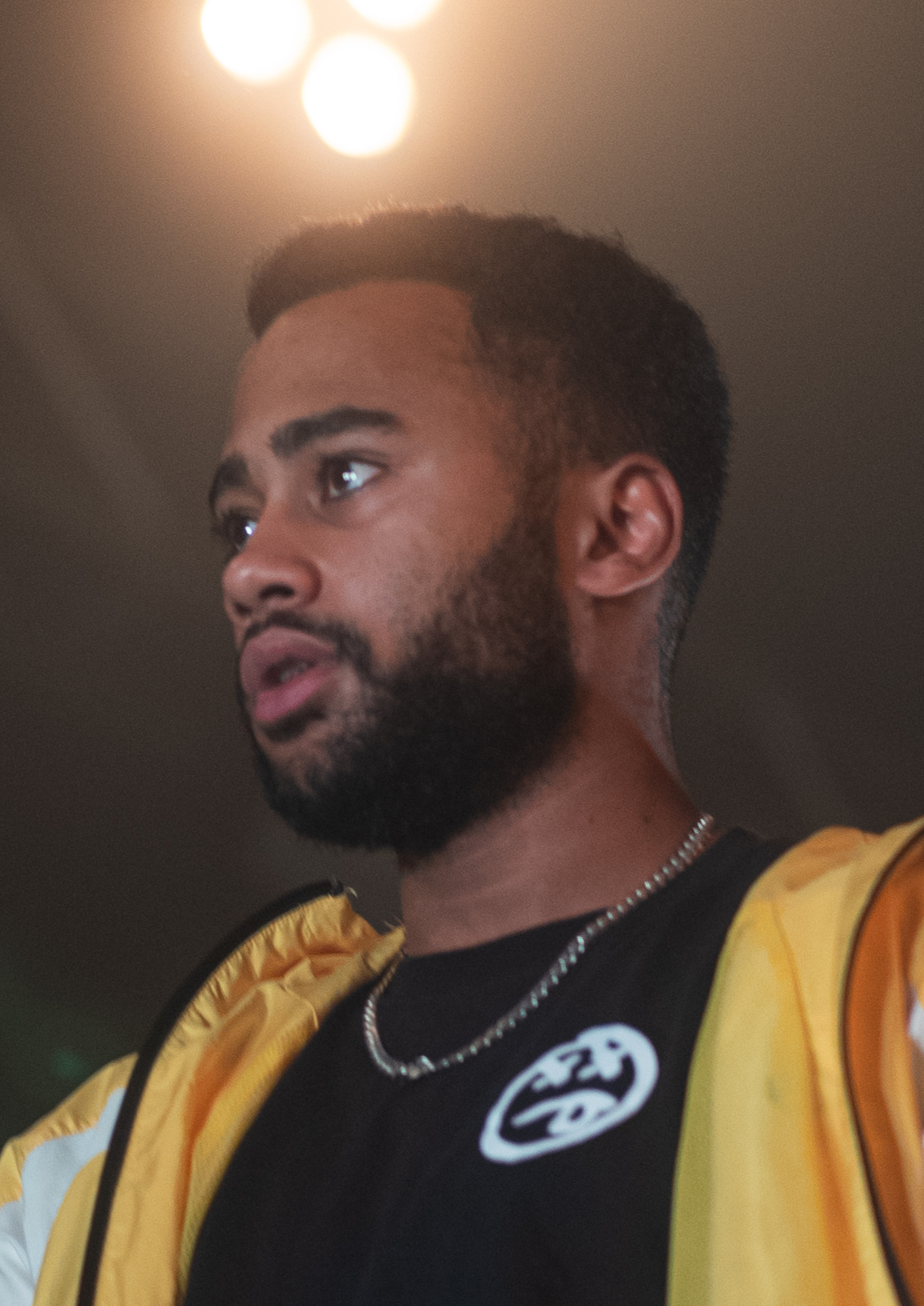
Pablo Grant (1997–2024)

- Grant, Paul († 2023), britischer Schauspieler und Stuntman
- Grant, Peter (1935–1995), britischer Rock'n'Roll-Manager
- Grant, Peter (* 1954), australischer Hürdenläufer und Sprinter
- Grant, Peter, US-amerikanischer Jazzmusiker
- Grant, Peter (* 1960), britischer Politiker
- Grant, Peter Raymond (* 1936), britischer Biologe
- Grant, Rachel (* 1977), britische Schauspielerin, Stuntfrau und Model
- Grant, Rebecca (* 1982), britische Schauspielerin, Sängerin und Tänzerin
- Grant, Rhoda (* 1963), schottische Politikerin
- Grant, Rhyan (* 1991), australischer Fußballspieler
- Grant, Richard E. (1927–1994), US-amerikanischer Paläontologe
- Grant, Richard E. (* 1957), britischer SchauspielerRichard E. Grant (* 1957)

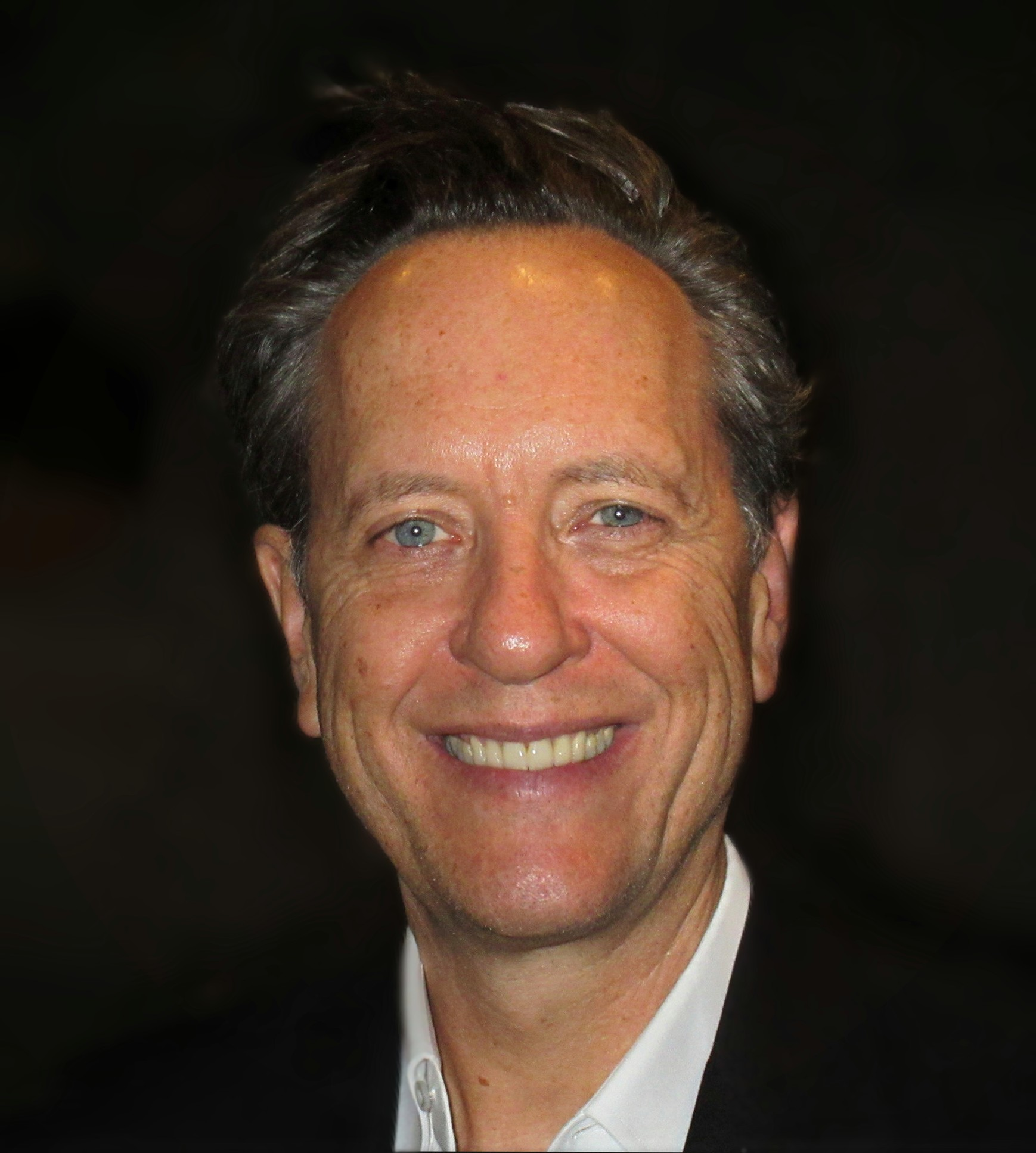
Richard E. Grant (* 1957)

- Grant, Richard Sturge (* 1945), neuseeländischer Diplomat
- Grant, Richie (* 1997), US-amerikanischer Footballspieler
- Grant, Robert (1780–1838), britischer Politiker
- Grant, Robert (* 1996), italienischer Sprinter US-amerikanischer Herkunft
- Grant, Robert A. (1905–1998), US-amerikanischer Jurist und Politiker
- Grant, Robert Edmond (1793–1874), schottischer Zoologe und vergleichender Anatom
- Grant, Rodgers Lee (1936–2012), US-amerikanischer Jazzmusiker und Komponist
- Grant, Rodney A. (* 1959), US-amerikanischer Schauspieler
- Grant, Ronald M. (1871–1910), US-amerikanischer Organist und Kirchenmusiker
- Grant, Rosemary (* 1936), britische Evolutionsbiologin
- Grant, Ruby (* 2002), englische Fußballtorhüterin
- Grant, Ryan (* 1990), US-amerikanischer American-Football-Spieler
- Grant, Saginaw (1936–2021), US-amerikanischer Schauspieler
- Grant, Salim (* 1977), US-amerikanischer Schauspieler und Musiker
- Grant, Sasha (* 2002), italienischer Basketballspieler
- Grant, Seth, australischer Neurowissenschaftler und Molekularbiologe
- Grant, Shauna (1963–1984), US-amerikanische Erotik- und Pornodarstellerin
- Grant, Shelby (1936–2011), US-amerikanische Schauspielerin
- Grant, Sterling (* 1987), US-amerikanische Skirennläuferin
- Grant, Susannah (* 1963), US-amerikanische Drehbuchautorin und Regisseurin
- Grant, Suzanne (* 1984), schottische Fußballspielerin
- Grant, Taran (* 1972), kanadischer Herpetologe und Hochschullehrer
- Grant, Ted (1913–2006), südafrikanisch-englischer trotzkistischer Theoretiker und Autor
- Grant, Tom, Filmproduzent
- Grant, Tom (* 1946), amerikanischer Jazzpianist und Komponist
- Grant, Tyra Caterina (* 2008), US-amerikanisch-italienische Tennisspielerin
- Grant, Ulysses S. (1822–1885), US-amerikanischer General und Politiker, 18. Präsident der USAUlysses S. Grant (1822–1885)

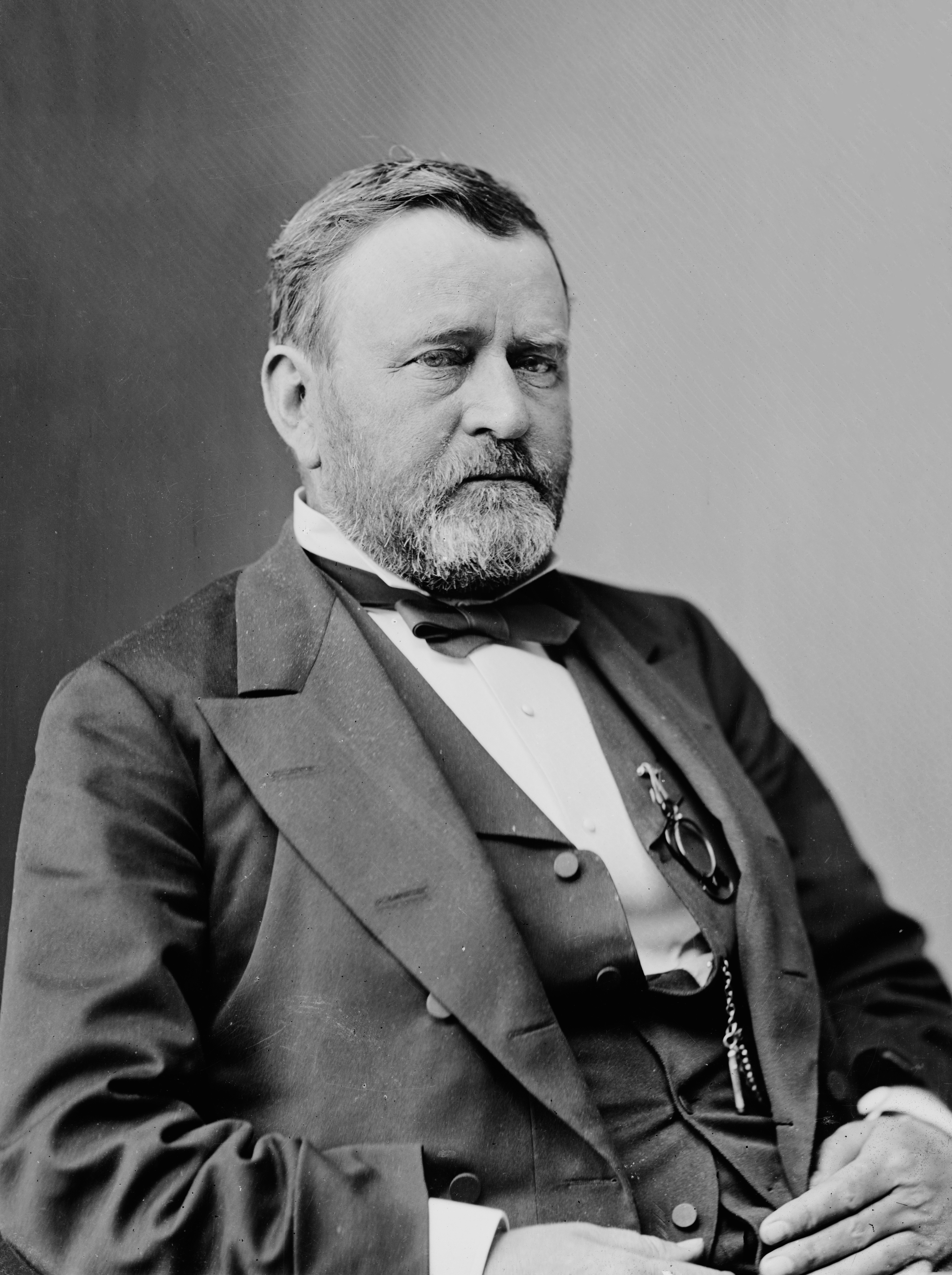
Ulysses S. Grant (1822–1885)

- Grant, Uriah (* 1961), jamaikanischer Boxer
- Grant, Wendy (* 1937), australische Turnerin
- Grant, William, Lord Grant (1909–1972), schottischer Richter und Politiker
- Grant, Wyn (* 1947), britischer Politologe und Hochschullehrer
- Grant-Ferris, Robert, Baron Harvington (1907–1997), britischer Politiker, Mitglied des House of Commons
- Grantham, Alexander (1899–1978), britischer Kolonialgouverneur
- Grantham, Donald (* 1947), US-amerikanischer Komponist, Dirigent und Hochschullehrer
- Grantham, Guy (1900–1992), britischer Admiral, Gouverneur von Malta
- Grantham, Jeremy (* 1938), britischer Investor und Philanthrop
- Grantham, John (1809–1874), englischer Ingenieur und Erfinder
- Grantham, Ryan (* 1998), kanadischer Schauspieler und Synchronsprecher
- Grantland, Seaton (1782–1864), US-amerikanischer Politiker
- Grantsau, Rolf (1928–2015), deutscher Ornithologe
- Grantscharowa-Koscharewa, Goriza (* 1966), bulgarische Wirtschaftsprüferin und Politikerin
- Gräntz, Günther (1905–1945), deutscher Politiker (NSDAP), MdR und SA-Mitglied
- Grantz, Max (1854–1945), deutscher Wasserbau-Ingenieur, Rektor der Königlichen Technischen Hochschule zu Berlin-Charlottenburg
- Grantz, Melf (* 1962), deutscher Politiker (SPD) und Bremerhavener Oberbürgermeister
- Grantz, Wolfgang (* 1938), deutscher Politiker (SPD), MdBB
- Grantze, Fritz (1893–1966), deutscher Politiker der CDU, MdA
- Grantzow, Adele (1845–1877), deutsche Tänzerin

### Granv
- Granvelle, Antoine Perrenot de (1517–1586), französischer Kardinal und MinisterAntoine Perrenot de Granvelle (1517–1586)

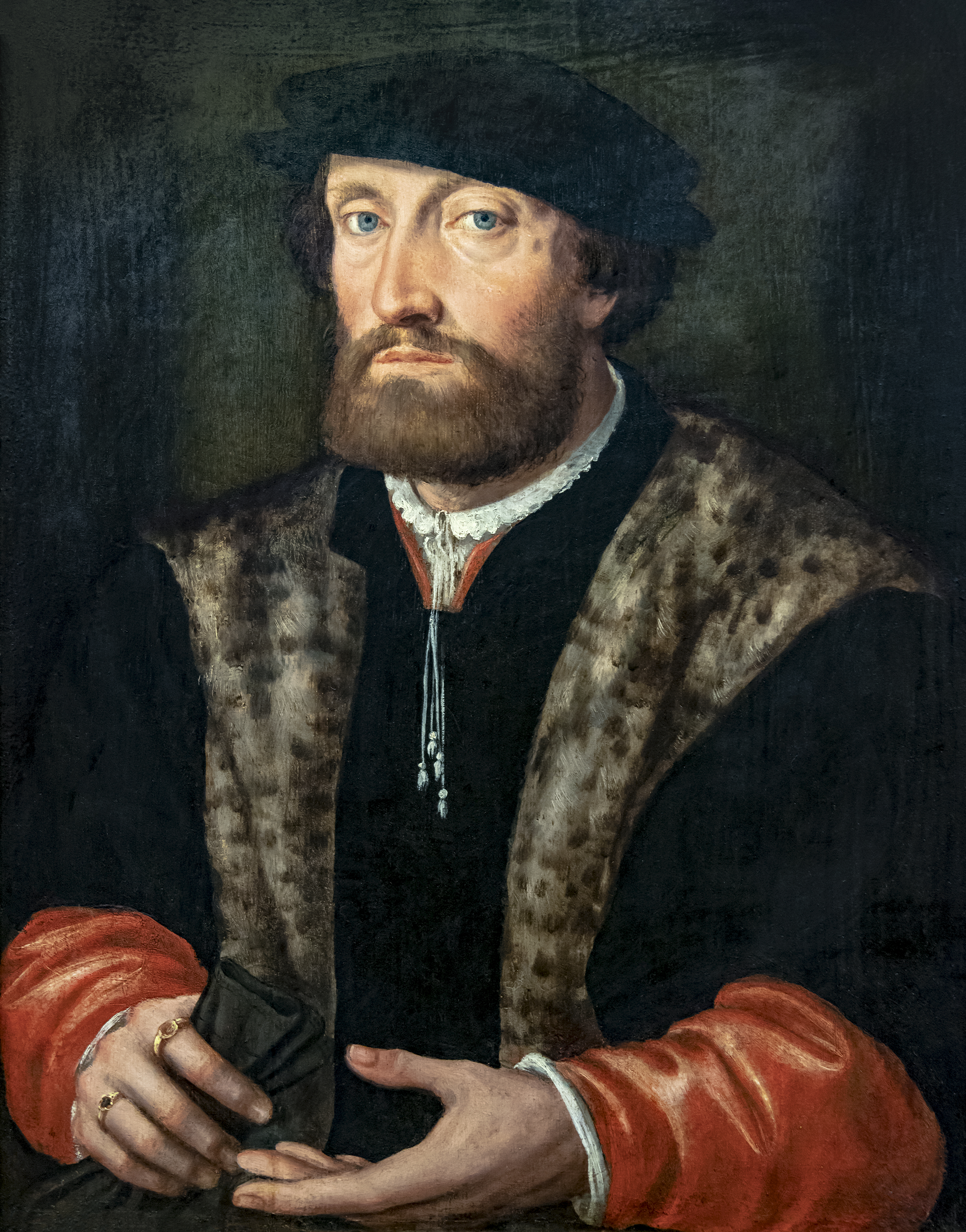
Antoine Perrenot de Granvelle (1517–1586)

- Granvelle, Nicolas Perrenot de (1484–1550), habsburgischer Jurist und Staatsmann
- Granviel, Kenneth (1950–1996), US-amerikanischer Mörder
- Granville West, Daniel, Baron Granville-West (1904–1984), britischer Politiker (Labour Party), Mitglied des House of Commons
- Granville, Andrew (* 1962), britisch-kanadischer Mathematiker
- Granville, Bonita (1923–1988), US-amerikanische Schauspielerin, Filmproduzentin
- Granville, Danny (* 1975), englischer Fußballspieler
- Granville, Edgar, Baron Granville of Eye (1898–1998), britischer Politiker, Mitglied des House of Commons
- Granville, Evelyn Boyd (1924–2023), US-amerikanische Mathematikerin und Informatikerin
- Granville, Joseph Mortimer (1833–1900), englischer Arzt
- Granville, Laura (* 1981), US-amerikanische Tennisspielerin
- Granville, Philip (1894–1954), kanadischer Geher
- Granville, Roy (1910–1986), US-amerikanischer Tontechniker
- Granville-Barker, Harley (1877–1946), britischer Dramatiker, Theaterregisseur, Theaterleiter und Schauspieler
- Granville-Chapman, Timothy (* 1947), britischer General
- Granvorka, Yoan (* 1997), schweizerisch-französischer Basketballspieler

### Granw
- Granwehr, Alina (* 2003), Schweizer Tennisspielerin
- Granwehr, Florin (1942–2019), Schweizer Bildhauer

### Grany
- Granyer i Giralt, Josep (1899–1983), katalanischer Bildhauer und Graveur

### Granz
- Granz, Bernhard (* 1942), deutscher Brigadegeneral der Bundeswehr
- Granz, Bruno (1880–1937), sächsischer Abgeordneter
- Granz, Caterina (* 1994), deutsche Mittel- und Langstrecken- sowie Crossläuferin
- Granz, Marianne (* 1942), deutsche Politikerin (SPD), MdL
- Granz, Norman (1918–2001), US-amerikanischer Jazz-Impresario und -produzentNorman Granz (1918–2001)

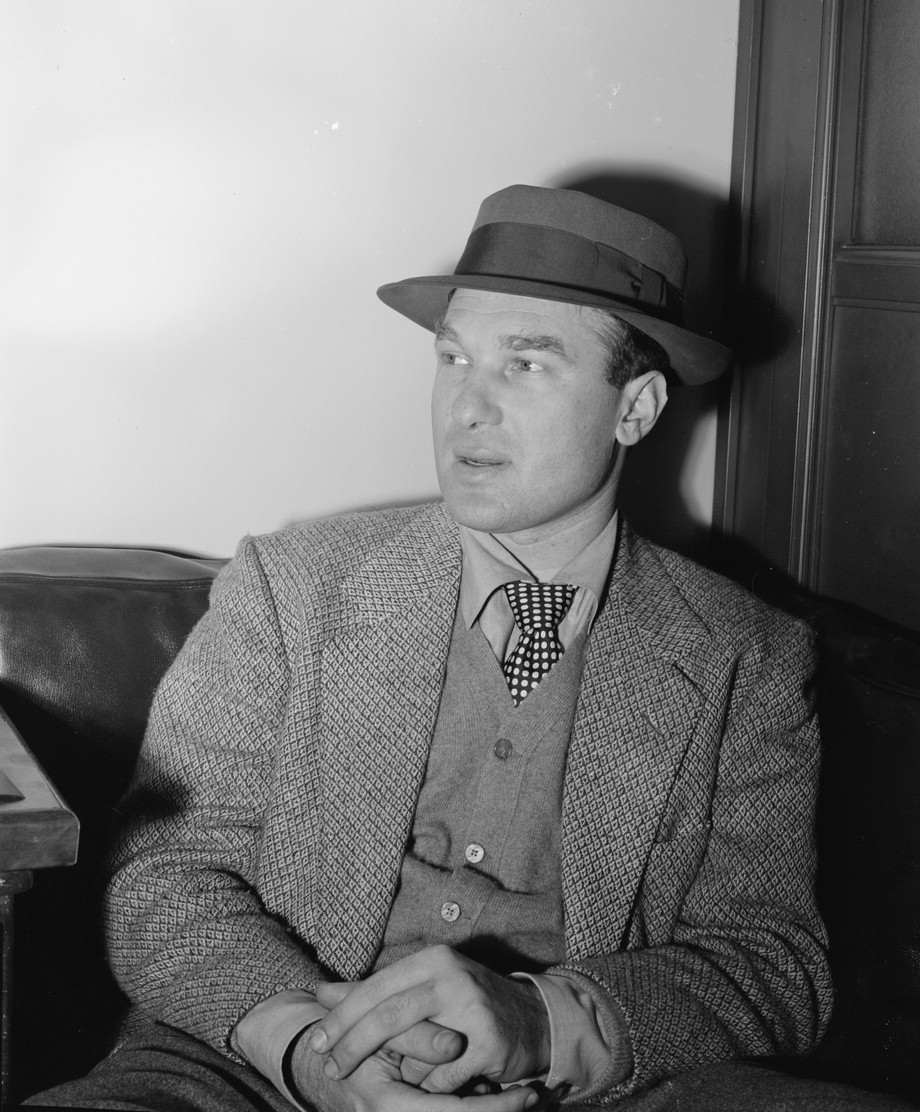
Norman Granz (1918–2001)

- Gränz, Paul (1920–1982), deutscher Autolackierermeister, Autosattlermeister, Automobilrestaurator und Autor
- Granz, Ronald (* 1956), deutscher Schriftsteller und Librettist
- Granz, Tobias (1660–1732), deutscher Jurist
- Granz, Tony (* 1987), deutscher Basketballspieler
- Granzer, Susanne Valerie (* 1950), österreichische Schauspielerin, Autorin, Filmemacherin und Performerin
- Granzig, William (1939–2019), US-amerikanischer Sexualwissenschaftler
- Granzin, Max (1873–1940), deutscher Politiker
- Granzow, Alexander (* 1990), deutscher Schauspieler
- Granzow, Beate (* 1940), deutsche Sängerin und Schauspielerin
- Granzow, Hermann (1877–1948), deutscher Jurist
- Granzow, Hermann (1935–2021), deutscher Staatssekretär
- Granzow, Kazimierz (1832–1912), polnischer Baumeister
- Granzow, Klaus (1927–1986), deutscher Schauspieler, Schriftsteller und pommerscher Heimatdichter
- Granzow, Kurt (1909–1943), deutscher Funktionär der KPD
- Granzow, Ulrich (* 1952), deutscher Fußballspieler
- Granzow, Walter (1887–1952), deutscher Landwirt, Gutsbesitzer und Politiker (NSDAP), MdRWalter Granzow (1887–1952)

Walter Granzow (1887–1952)

- Granzow, Wilhelm (1885–1945), deutscher Porträt- und Landschaftsmaler
- Granzow-Emden, Matthias (* 1967), deutscher Fachdidaktiker